# Conquista de Damasco
La conquista de Damasco se produjo el 1 de octubre de 1918 después de la captura de Haifa y la victoria en la batalla de Samakh, que abrió el camino para la persecución hacia el norte desde el mar de Galilea y el tercer ataque de Transjordania que abrió el camino a Deraa y la búsqueda interior, después de la decisiva victoria de la Fuerza Expedicionaria Egipcia en la  Batalla de Megiddo durante la Campaña del Sinaí y Palestina de la Primera Guerra Mundial. Damasco fue capturada cuando los Desert Mounted Corps y el ejército del Prince Feisal, la Sherifial Hejaz, rodeó la ciudad, después de una persecución de caballería hacia el norte por las dos carreteras principales hacia Damasco. Durante la conquista de Damasco, muchas retaguardias establecidos por restos del cuarto, séptimo y octavo ejércitos otomanos fueron atacados y capturados por el Ejército Sherifial del Príncipe Feisal, Cuerpo Montado del Desierto, la cuarta División Montada australiana y la división quinta de caballería. El importante éxito táctico de capturar Damasco se aprovechó en maniobras políticas por parte de representantes de Francia, Gran Bretaña y la fuerza del Príncipe Feisal . 
Después de las victorias en la Batalla de Sharon y la Batalla de Nablus, durante la Batalla de Megiddo, el 25 de septiembre, los ataques combinados del XXI Cuerpo del Reino Unido, el Cuerpo Montado del Desierto, el XX Cuerpo, apoyados por extensos ataques aéreos lograron todos los objetivos. Los ejércitos otomano séptimo y octavo en las colinas de Judea fueron obligados por los ataques a que fueron sometidos en Tulkarm y Tabsor a retirarse, forzando a su vez al Cuarto Ejército, al este del río Jordán, a evitar desviarse alejándose de Amán cuando fueron atacados por la Chaytor Force. Como consecuencia de estas retiradas, fueron capturados un gran número de prisioneros en Yenín mientras las columnas sobrevivientes se retiraron detrás de una fuerte retaguardia en Samakh.
El comandante de la Fuerza Expedicionaria Egipcia, el general Edmund Allenby, ordenó al Cuerpo del Desierto del teniente general Harry Chauvel que persiguiera los restos de los tres ejércitos otomanos y capturara Damasco. La Cuarta División de Caballería comenzó la persecución, atacando a los guardias a lo largo de la carretera interior en Irbid el 26 de septiembre, en Er Remta, y el Ejército Sherifial del Príncipe Feisal capturó Deraa el 27 de septiembre. La División Montada de Australia atacó retaguardia a lo largo de la carretera principal, en Jisr Benat Yakub el 27 de septiembre, ocupando Quneitra al día siguiente, en Sa'sa ' el 29/30 de septiembre en la  Kaukab y Barada, Gorge el 30 de septiembre, mientras que la 5.ª División de Caballería también atacó una retaguardia en Kiswe el mismo día. Tras estos exitosos ataques y avances, a la 3.ª Brigada de a Caballo Ligera se le ordenó moverse al norte de Damasco, marchando a través de la ciudad en la mañana del 1 de octubre para continuar su ataque contra las columnas en retirada, cortando el camino a Homs.

## Antecedentes
Véase también Batalla de Samakh (1918); Captura de Tiberíades (1918); Batalla de Megido (1918);Batalla de Sharon (1918); Batalla de Nablus (1918); Tercer ataque de Transjordania (1918); Campaña del Sinai y Palestina; Primer ataque a Transjordania en Amman; Segundo ataque a Transjordania en Shunet Nimrin y Es Salt; Tercer ataque a Transjordania

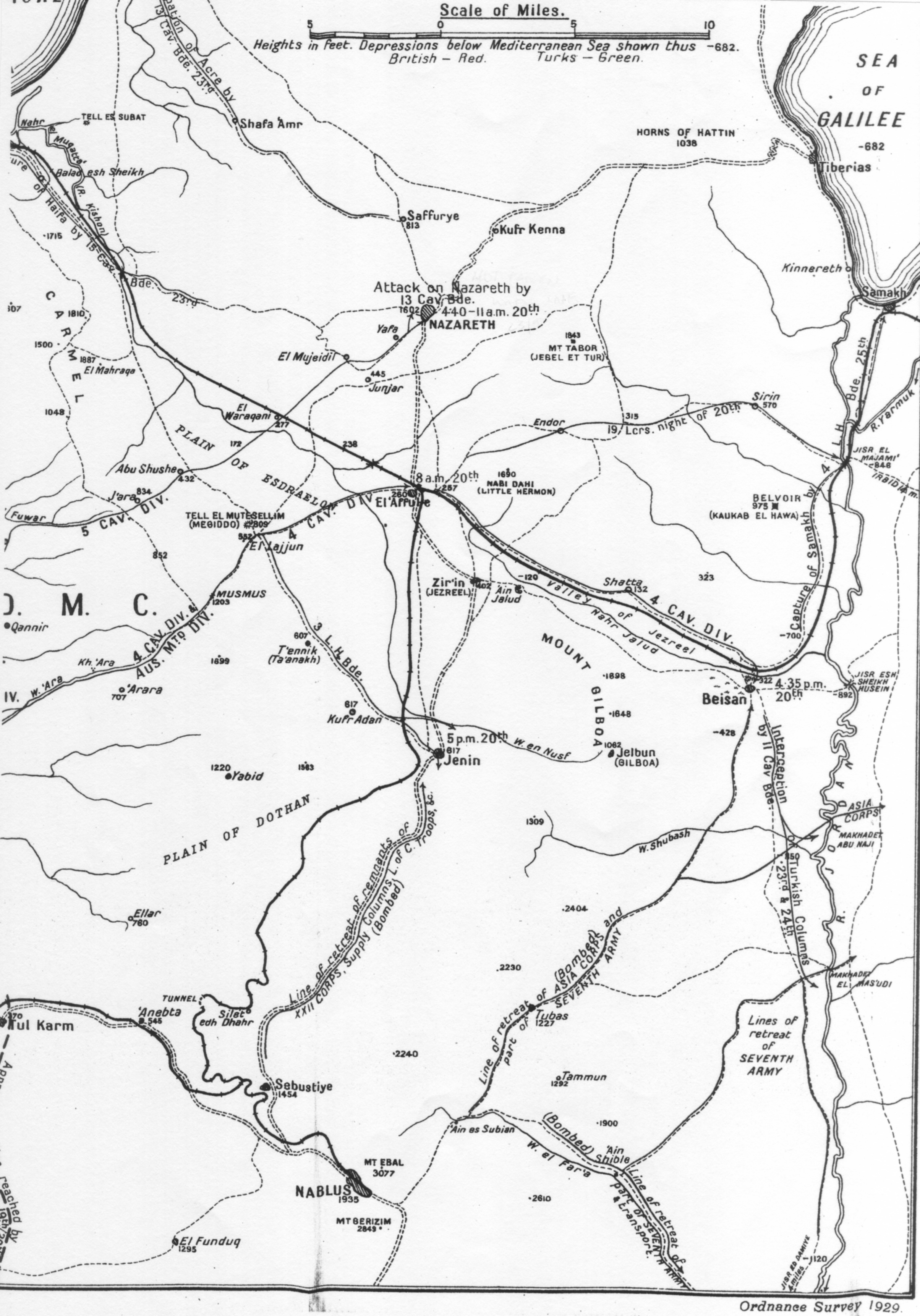
Mapa de caídas de 21 Avances de caballería del 19 al 25 de septiembre de 1918. El detalle muestra el avance de la 5.ª División de Caballería a Nazaret, el avance de la 4.ª División de Caballería a Afulah y Beisan, el avance de la División montada Australiana a Lajjun, la tercera avance de la Light Horse Brigade a Yenín, el 19.º avance de los Lanceros a Jisr el Mejamie y el avance de la 4.ª Light Horse Brigade sobre Samakh. También se muestran las tres líneas principales de retirada bombardeadas por aviones y la retirada del Séptimo Ejército Otomano y el Cuerpo de Asia a través del río Jordán.

Con las fuerzas del Imperio Británico habiendo ganado todos los objetivos durante las batallas de Sharon y Nablus, rompiendo la línea del frente otomano y los extensos ataques de flanco por divisiones de infantería que continuaron mientras las divisiones de caballería recorrieron muchas millas para rodear, destruyeron dos ejércitos otomanos al oeste del río Jordán con un tercer ejército otomano en retirada total, muchos de los cuales se vieron obligados a La marcha después de que el Ejército Sherifial cortara el ferrocarril de Hejaz, mientras que la mitad de su fuerza fue capturada por la Fuerza de Chaytor. El Grupo de Ejército de Yildirim también había perdido la mayor parte de su transporte y armas, mientras que los avances de la EEF presionaron aún más a sus servicios administrativos y de transporte.
En Lajjun el 22 de septiembre, Allenby presentó sus planes a Chauvel para un avance hacia Damasco. Sin embargo, antes de poder lograr esto, había que capturar Haifa e importantes nodos logísticos. Además, el Cuarto Ejército aún tenía a Amán y la retaguardia todavía estaba en su lugar en Samaj, Sin embargo, el 26 de septiembre, el inspector general Líneas de comunicación tomó el control de todo el territorio capturado hasta una línea que se extiende desde Jisr ed Damieh en el río Jordán hasta el Nahr el Faliq en el mar Mediterráneo. El mismo día, destacamentos del XX y XXI Cuerpos se habían trasladado al norte para encargarse de los trabajos de la guarnición en la Planicie de Esdraelón, en Nazaret y en Samakh, desde las labores del Cuerpo Montado en el Desierto y el transporte desde el Cuerpo XXI, que se puso a su disposición.

## Preludio

### Retirada de Liman von Sanders

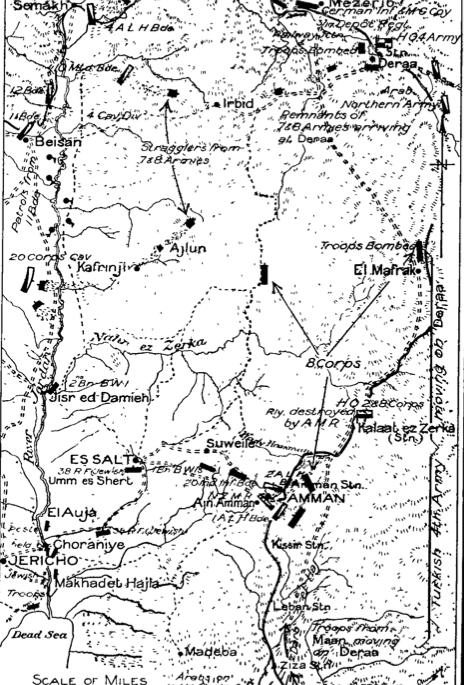
El Mapa 43 de Gullett muestra el río Jordán desde el Mar Muerto y de Jericó a Semaj y el Camino de Peregrinos de Ziza a Deraa con la 4.ª Brigada de Caballería Ligera en Samakh, retiradas de columnas otomanas, el cuartel general del Cuarto Ejército Otomano en Deraa y la Fuerza de Chaytor en Amán, el 25 septiembre

Mientras Otto Liman von Sanders estuvo fuera de contacto hasta la tarde del 20 de septiembre, después de su apresurada retirada de Nazaret en las primeras horas de la mañana, el Cuarto Ejército, todavía sin órdenes, se mantuvo firme. Liman continuó su viaje a través de Tiberíades y Samakh, donde ordenó una retaguardia a última hora de la tarde, llegando a Deraa la mañana del 21 de septiembre, camino a Damasco. Aquí ordenó que se estableciera la línea Irbid a Deraa y recibió un informe del Cuarto Ejército, que le ordenó retirarse sin esperar a que las tropas de Hejaz del sur fortalecieran la nueva línea defensiva.
Liman von Sanders encontró a Deraa «bastante segura» debido a las acciones de su comandante, el comandante Willmer, a quien puso al mando temporal de la nueva línea del frente desde Deraa a Samakh. Mientras se encontraba en Deraa durante la tarde del 21 de septiembre, Liman von Sanders se reunió con líderes de varios miles de drusos, quienes aceptaron permanecer neutrales. Llegó a Damasco la noche del 23 de septiembre, y su personal ya había llegado. Aquí solicitó al Segundo Ejército, que se encontraba guarnicionando el norte de Siria, que avanzaran en la defensa de Damasco. Dos días después; el 25 de septiembre, Liman von Sanders ordenó a su personal que regresara a Alepo.

### Retirada del Grupo del Ejército Yildirim
Entre 6000 y 7000 soldados alemanes y otomanos de los ejércitos otomano cuarto, séptimo y octavo habían logrado retirarse vía Tiberíades o Deraa hacia Damasco, antes de que estos lugares fueran capturados el 25 y 27 de septiembre, respectivamente, y se encontraban en Muzeirib o al norte de ella.
El 26 de septiembre, el coronel von Oppen, comandante del Asia Korps, anteriormente parte del Octavo Ejército, llegó a Deraa con 700 hombres, incluida la 205.ª Compañía Pioniere. Liman von Sanders ordenó a von Oppen que se retirara en tren; el Asia Korps dejó Deraa a las 05:30 horas del 27 de septiembre antes de que los irregulares de Sherifial capturaran la ciudad. El tren de Von Oppen se retrasó nueve horas por una rotura en la línea de 500 yardas (460 m) a 30 millas (48 km) al norte de Deraa, para llegar a Damasco la mañana siguiente, 28 de septiembre. Se ordenó al Cuerpo de Asia que continuara en tren a Rayak, donde el cuerpo de Von Oppen debía fortalecer una línea defensiva.

### Planes y preparativos de Allenby
Después de su reunión inicial con Chauvel en Lajjun el 22 de septiembre con respecto a la búsqueda propuesta, Allenby respondió el 25 de septiembre al  Jefe del Estado Mayor General  Sir Henry Wilson con respecto a la presión para un avance hacia Alepo. En su respuesta, Allenby abogó por un "avance por etapas", como se había realizado anteriormente. Añadió que este enfoque sería necesario hasta que el Gabinete de Guerra esté preparado para emprender una operación naval y militar combinada a gran escala en Alexandretta, y para mantener por mar las fuerzas militares empleadas en él.
Una reunión en Yenín el 25 de septiembre con personal de GHQ —Cuartel General— y del Desert Mounted Corps, fue seguida al día siguiente por una reunión de comandantes de cuerpo presidida por Allenby y las órdenes para la persecución se emitieron el 27 de septiembre. Allenby describió su avance planeado a Damasco a Wilson el 25 de septiembre. La primera etapa de la línea, «Damasco-Beirut» debía comenzar en breve. Mientras una división de infantería marchaba por la costa desde Haifa hasta Beirut, tres divisiones del Cuerpo Montado del Desierto avanzaban sobre Damasco. La cuarta división que había capturado Amán debía permanecer en su posición para capturar las unidades del Cuarto Ejércitoque se batían en retirada de Ma'an . Allenby planeó que la Fuerza de Chaytor se uniera al Cuerpo Montado del Desierto en Damasco. La 7.ª División (Meerut) no abandonó Haifa hasta el día de la captura de Damasco, el 1 de octubre. Las principales tropas llegaron a Beirut el 8 de octubre.
Con la 5.ª División de Caballería del Mayor General HJ Macandrew siguiendo, se ordenó a la División Montada Australiana del Mayor General HW Hodgson que avanzara a Damasco a 90 millas (140 km) de distancia, viajando a lo largo de la costa oeste del Mar de Galilea y alrededor de su extremo norte, a través del Río Jordán al sur del lago Huleh, a través de Quneitra y cruzando el Hauran hasta Damasco.
La 4.ª División de Caballería del mayor general  G.S. Barrow recibió la orden de viajar hacia el norte desde Beisan y cruzar el río Jordán en Jisr el Mejamie antes de avanzar hacia el este a través de Irbid hasta Deraa con la esperanza de capturar los restos en retirada del Cuarto Ejército Otomano. Si no podían capturar las columnas en retirada, debían perseguirlas hacia el norte a lo largo del antiguo Camino de Peregrinos y el ferrocarril Hejaz a Damasco, a 140 millas (230 km) de distancia.
Las Divisiones 3.ª (Lahore) y 7.ª (Meerut) del XXI Cuerpo se trasladaron a la guarnición de Haifa, Nazaret y Samakh; el 2.º Batallón del Regimiento de Leicestershire y la 28.ª Brigada (7.ª División (Meerut)) fueron trasladados a Haifa en camiones con suministros para seis días para relevar a la 5.ª División de Caballería en la mañana del 25 de septiembre, 21.ª Brigada (7.ª División (Meerut). Marcharon por la costa hasta llegar a Haifa el 27 de septiembre; la 7.ª División de Brigadas (3.ª División (Lahore)) marchó hacia el norte hasta Yenín y luego hacia Nazaret, donde separaron un batallón antes de continuar para quedarse con la guarnición Samakh el 28 de septiembre.

## Persecución

### Captura del ejército sherifial de Deraa

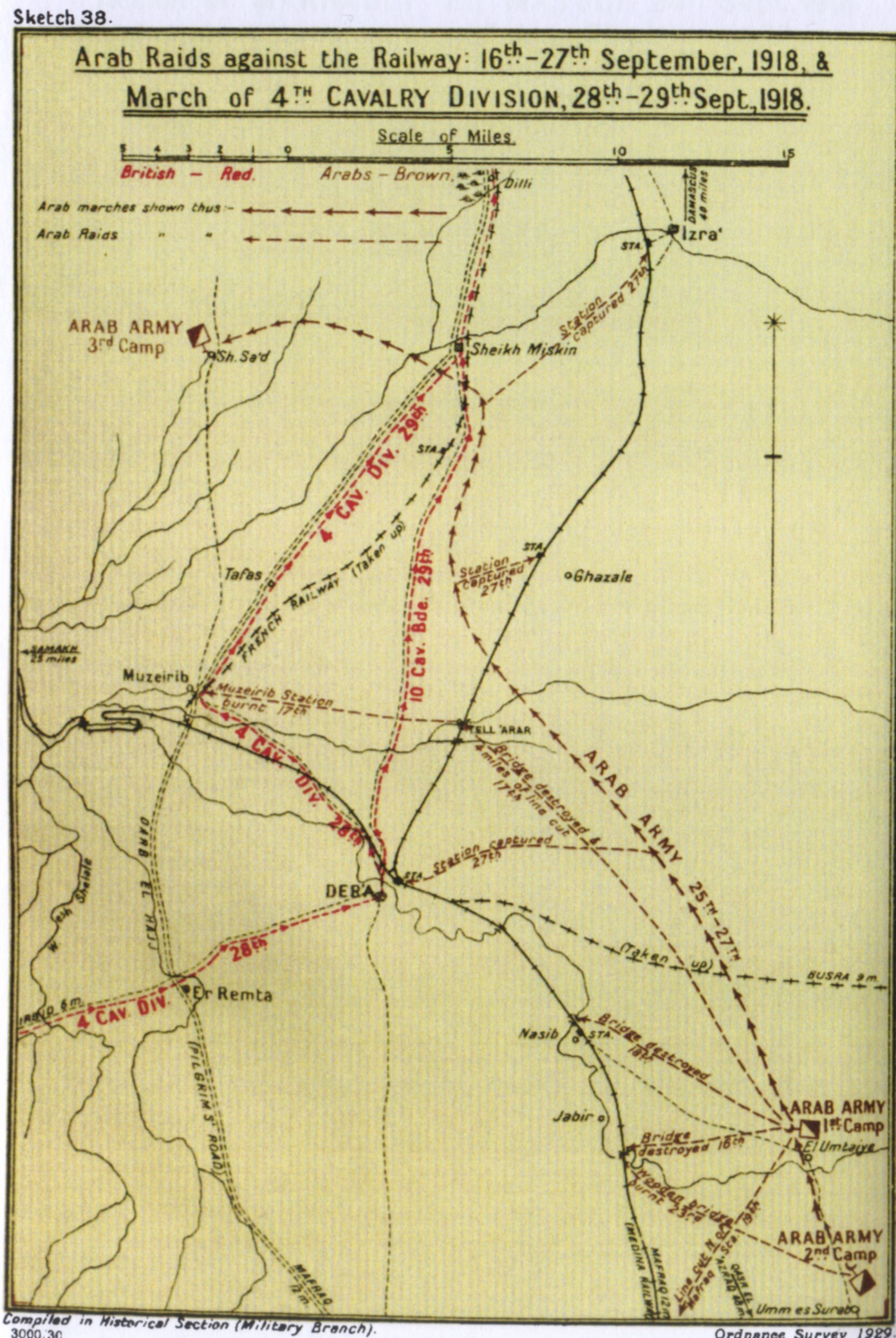
El mapa Falls Sketch 38 muestra las incursiones árabes en el ferrocarril de Hejaz entre el 17 y el 27 de septiembre, el avance del Ejército Sherifial y la 4.ª División de Caballería en la región de Deraa

La participación limitada de la fuerza del príncipe Feisal había sido invitada a participar el 21 de septiembre, cuando un avión de la Real Fuerza Aérea Británica entregó las noticias de la exitosa ofensiva de Allenby y la destrucción de los 7.º y 8.º ejércitos otomano, en su base avanzada en Azrak. El avión también llevaba instrucciones del teniente coronel Alan Dawnay, responsable del enlace entre la EEF y los árabes, informando al príncipe Feisal que habían cerrado todas las rutas de escape excepto el valle de Yarmuk, que se encuentra al este del Jordán. El mensaje exhortaba a los árabes a intentar cortar esta ruta y se le dejó claro al Príncipe Feisal que su fuerza no era «embarcarse en ninguna empresa hacia el norte, como un avance en Damasco, sin obtener primero el consentimiento del comandante en jefe».
Allenby le escribió al príncipe Feisal:

No hay ninguna objeción a que Su Alteza entre a Damasco tan pronto como considere que puede hacerlo con seguridad. Estoy enviando tropas a Damasco y espero que lleguen allí en cuatro o cinco días a partir de hoy. Confío en que las fuerzas de Su Alteza puedan cooperar, pero no deben relajar su presión en el distrito de Deraa, ya que es de vital importancia eliminar a las fuerzas turcas que se están retirando al norte de Ma'an, Amman y Es Salt.

 Carta de Allenby al Príncipe Feisal, 25 de septiembre de 1918.
Cuando los restos del Cuarto Ejército Otomano se retiraron hacia el norte a través de Deraa, fueron perseguidos durante "muchas millas sin agua", por las fuerzas árabes que "se unieron a la fuerza de Feisal, con terribles consecuencias". Tres cuartas partes de la fuerza dura de 4000 soldados del príncipe Feisal, incluida la fuerza de camellos de Nuri esh Shalaan, eran irregulares. Hicieron una marcha forzada durante la noche del 26 al 27 de septiembre, cruzaron el ferrocarril al norte de Deraa y rompieron los railes para llegar a Sheikh Sa'd a 24 kilómetros al noroeste de Deraa, al amanecer del 27 de septiembre. Auda abu Tayi capturó un tren e hizo 200 prisioneros en la estación de Ghazale, mientras que Talal tomó a Izra  a unas pocas millas al norte. Un total de 2000 prisioneros fueron capturados entre el mediodía del 26 de septiembre y el mediodía del 27 de septiembre, cuando los Anazeh, una confederación tribal árabe, atacaron a la retaguardia que defendía a Deraa. Los combates en el pueblo continuaron en la noche.
En Deraa, el teniente coronel TE Lawrence y el coronel Nuri Bey se encontraron con Barrow cuando la 4.ª División de Caballería entró en la ciudad el 28 de septiembre, y acordaron cubrir el flanco derecho de la división durante su marcha hacia el norte hasta Damasco.

### 4.ª División de Caballería

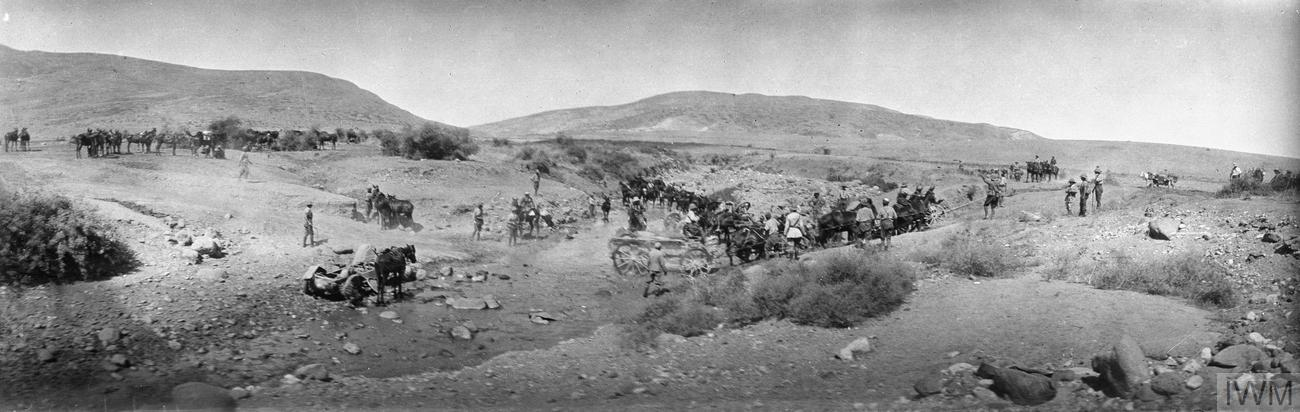
Transporte que cruza el Wadi el Bireh cerca de Jisr el Mejamie el 27 de septiembre: se tardaron dos días en llegar 30 camiones. Aquí 14 camiones alemanes fueron empantanados y abandonados

La 4.ª División de Caballería comenzó la persecución por el Cuerpo Montado del Desierto a través de Deraa. El día anterior a la División Montada de Australia con la 5.ª División de Caballería en reserva, comenzó su persecución hacia Damasco a través de Quneitra.
El Central India Horse de la 4.ª División de Caballería , (10.ª Brigada de Caballería) que había estado guarneciendo a Jisr el Mejamie desde el 23 de septiembre, se unió el 25 de septiembre al resto de la 10.ª Brigada de Caballería, de Beisan. Se les ordenó avanzar lo más rápido posible a Irbid y Deraa y ponerse en contacto con la fuerza árabe del príncipe Feisal. La brigada abandonó Jisr el Mejamie y cruzó el río Jordán el 26 de septiembre, cuando el resto de la 4.ª División de Caballería partió de Beisan hacia Jisr el Mejamie; la 11.ª Brigada de Caballería en la retaguardia de la división, llegó a Jisr el Mejamie a las 18:30 de ese día.

#### Irbid 26 de septiembre

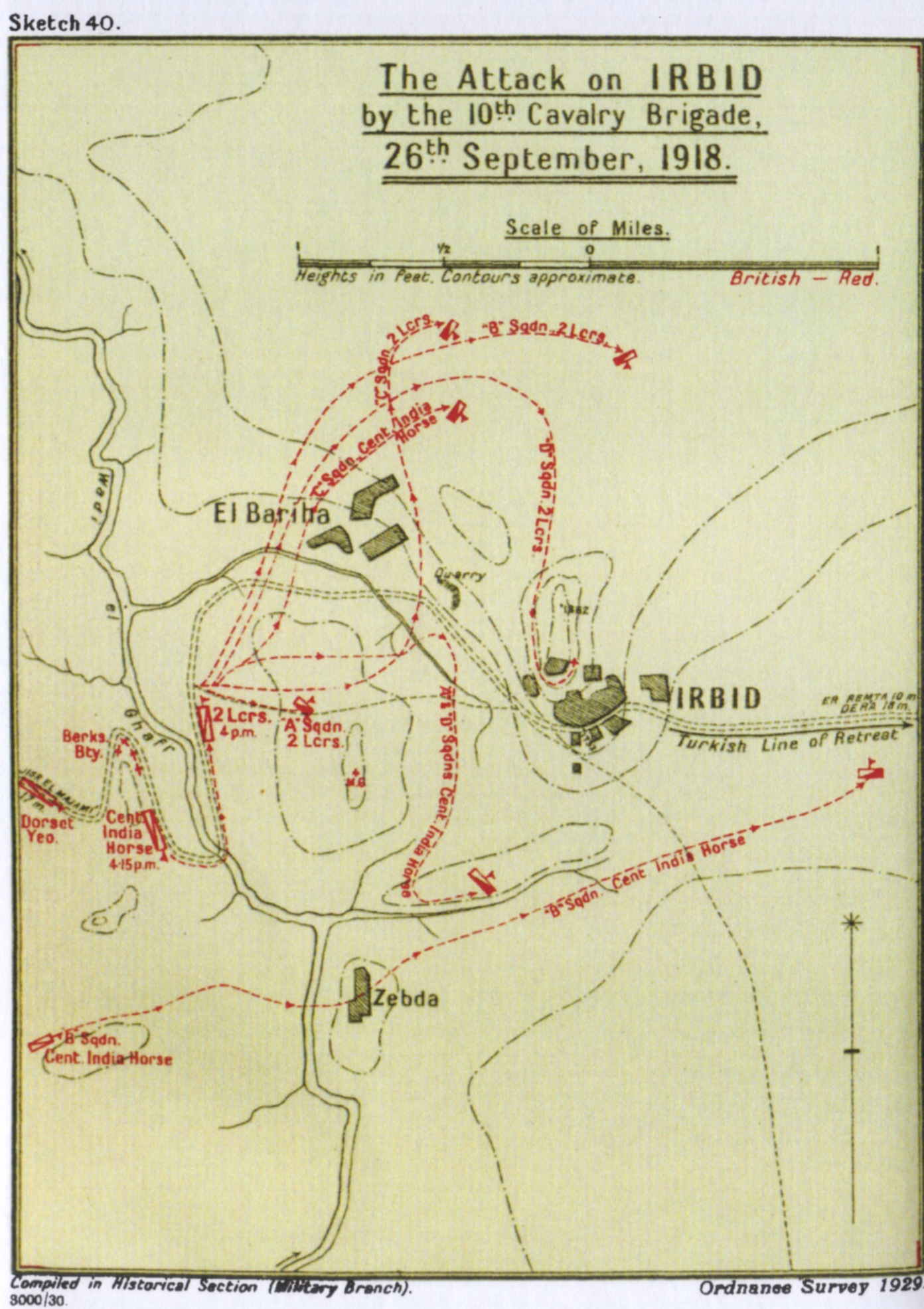
Falls Sketch Map 40. 10.º ataque de la Brigada de Caballería en Irbid

A última hora de la tarde del 26 de septiembre, la 10.ª Brigada de Caballería fue atacada por el flanco por la guardia del Cuarto Ejército, que mantuvo en vigor al país alrededor de Irbid. De acuerdo con la guarnición de Amán del Cuarto Ejército, menos su retaguardia capturada en Amán, según Archibald Wavell, estas tropas no habían estado "muy comprometidas" y Anthony Bruce argumenta que "aún estaban intactos como una fuerza de combate". .. [estaban] ... en rápido retiro ".
La 2.ª de Lanceros intentó un ataque montado sin reconocimiento y sin saber el tamaño de la fuerza defensora; la carga falló sufriendo graves pérdidas, antes de que la artillería pudiera posicionarse.

#### Er Remta 27 de septiembre
En Er Remte, la 10.ª Brigada capturó otra fuerte posición de retaguardia después de lo que Wavell describió como "peleas considerables". El 146.º Regimiento, comandado por el teniente coronel Freiherr von Hammerstein-Gesmold, había llegado a Er Remta el día antes del ataque. Este regimiento, junto con la 3.ª División de Caballería y el 63.º Regimiento y algunos más, habían formado las Tropas del Ejército del Cuarto Ejército.
El 11.º Dorset Yeomanry de la Brigada de Caballería, con una subsección del escuadrón de ametralladoras, partió del área de Irbid a las 7:15 del 27 de septiembre en la vanguardia. Un avión británico lanzó un mensaje a 2 millas (3,2 km) más allá del Wadi Shelale que informaba que Er Remta estaba libre de la fuerza otomana; sin embargo, cuando las tropas se acercaron a la aldea, fueron disparados a una distancia de 1000 yardas (910 m) y 300 tropas otomanas y alemanas avanzaron fuera de la aldea al ataque con una fuerza avanzada de 100 soldados desplegados para el ataque, mientras que doscientos más, con cuatro ametralladoras avanzaban en su apoyo. Tres grupos de Dorset Yeomanry cargaron y capturaron a un grupo de 50 soldados que habían cruzado un wadi, mientras que el resto de los defensores se retiraron al pueblo donde se produjo una lucha mano a mano por las casas.
La Caballería de la India Central (Décima Brigada de Caballería) recibió una orden de avance, organizados en columnas de escuadrón en filas extendido a través del Wadi Ratam, cuando vieron a 150 defensores en retirada. Dos escuadrones formaron una línea en un frente ancho y cargaron contra los dispersos soldados otomanos que pusieron en acción dos ametralladoras antes de ser atacados con lanza. Se capturaron cuatro ametralladoras y 60 prisioneros, mientras que, no muy lejos, fueron capturadas otras cuatro ametralladoras y 90 prisioneros. La acción terminó al mediodía, cuando el cuartel general de la 4.ª División de Caballería y la 11.ª Brigada de Caballería que habían acampado la noche del 26 al 27 de septiembre en Jisr el Mejamie con la 12.ª Brigada de Caballería vivaquearon 2.5 millas (4.0 km) al este del río Jordán con órdenes de avanzar a las 06:00 a Er Remta para unirse a la Décima Brigada de Caballería.
Delante de la caballería, el avión australiano reconoció Damasco por primera vez el 27 de septiembre, cuando se vio que la estación de tren estaba llena de cientos de materiales rodantes. También se vieron columnas de tropas en retirada y transportes en las carreteras que se dirigían al norte hacia Deraa.

#### Deraa 28 de septiembre

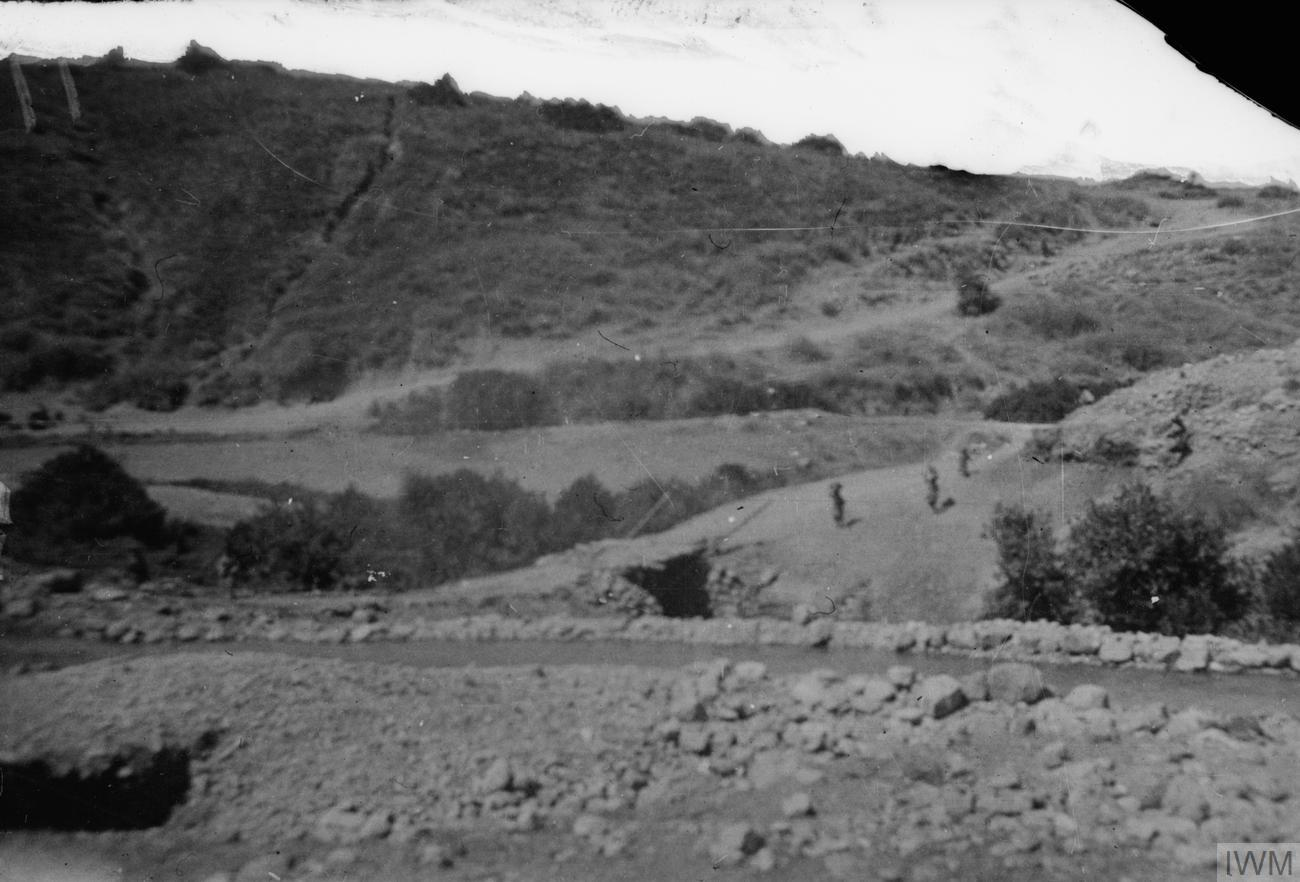
La carretera de Jisr el Majamie a Irbid en el Wadi Ghafur el 29 de septiembre, cuando pasaron 30 camiones que abastecían a la 4.ª División de Caballería; el puente se rompió bajo el peso por lo que los camiones cruzaron el lecho del arroyo por la derecha

Después de detenerse por la noche en Er Remte, Barrow, al mando de la 4.ª División de Caballería, ordenó patrullas por la 10.ª Brigada, para establecer si Deraa estaba defendida. La brigada cubrió al conjunto de la división a las 04:30 del 28 de septiembre al este de Er Remta antes de avanzar a las 07:00 hacia Deraa. Llegaron a Deraa a primera hora de la mañana para encontrarlo ocupado por la fuerza sherifial del príncipe Feisal. Se estableció contacto con Lawrence, quien les informó que los irregulares de Sherifial habían capturado Deraa la tarde anterior, y la 4.ª División de Caballería entró en la ciudad. Cerca de Deraa, un aviador británico del escuadrón N.º 144 que había sido prisionero del Imperio Otomano fue liberado y logró escapar cuando el tren en el que viajaba chocó con otro tren que había descarrilado tras un atentado en el ferrocarril.

#### Dilli 29 de septiembre
La Décima Brigada de Caballería permaneció en Deraa para dejar un  piquete en la estación de tren, recoger y atender a los heridos otomanos y enterrar a sus muertos. Se refugiaron por la noche del 28 al 29 de septiembre en el edificio de la estación, mientras que las Brigadas de Caballería 11.ª y 12.ª se trasladaron a Muzeirib para abrevar a los caballos. Barrow hizo arreglos con el jefe de personal del príncipe Feisal, Coronel Nuri es-Said, para que su fuerza árabe cubriera el flanco derecho de la 4.ª División de Caballería durante la persecución hacia Damasco, que comenzaría al día siguiente.
La búsqueda de 70 millas (4 km) de la 4.ª División de Caballería de Deraa a Damasco comenzó con la fuerza árabe del Príncipe Feisal comandada por el voluntario iraquí Nuri es-Said en el flanco derecho, mientras que los vanguardistas irregulares árabes, posiblemente Beni Sakhr,  hostigó a la fuerza otomana. Mientras viajaban hacia el norte, pasaron junto a los cuerpos de unos 2000 soldados otomanos (según Barrow), así como a su transporte y equipo abandonados.
Sin embargo, la división se desplazó hacia el oeste hasta Sheikh Miskin, a 13 millas (21 km) al noreste de Muzeirib a las 14:00, donde se unió la 10.ª Brigada de Caballería de Deraa (ver el Mapa de Dibujo de Caídas), menos un escuadrón que quedaba para proteger a los heridos. La división, que carecía de suministros, se movió 5 millas (8,0 km) hacia el norte para vivaquear en Dilli (ver Falls Sketch Map 38) la noche del 29 al 30 de septiembre. Las raciones transportadas por su Tren Divisional habían sido expedidas en Muzeirib, dejando 13 vagones cargando las últimas raciones. Se capturaron nueve toneladas de cebada y una pequeña cantidad de ganado en Irbid y se requisaron más cabras en Deraa.
Allenby describe la escala de su victoria de la siguiente manera:

Mis prisioneros se montan. Escuché, hoy, que 10 000, tratando de romper a N., se han rendido al General Chaytor en Amman . Esto es probablemente cierto; Pero aún no verificado. Si es cierto, se eleva el total de prisioneros a más de 60 000. Espero que mi caballería llegue a Damasco mañana. Las cosas también van bien en Francia y en los Balcanes.
Allenby a Lady Allenby el 29 de septiembre de 1918.

#### Zeraqiye, 30 de septiembre
El ejército árabe de Sharif de La Meca había visto dos columnas de soldados alemanes y otomanos; una compuesta por 5000 soldados que se retiraban al norte de Deraa y la otras por 2000 que estaban al norte de Muzeirib en el Camino de los Peregrinos. A medida que la columna más pequeña pasaba por Tafas, fueron atacados por jinetes regulares árabes de Auda Abu Tayi con irregulares; dividieron esta columna para finalmente ser engullida por sus perseguidores. Para el 29 de septiembre, el ejército árabe estaba atacando la columna más grande y solicitando ayuda de la 11.ª Brigada de Caballería (4.ª División de Caballería).
La 4.ª División de Caballería salió de Dilli el 30 de septiembre hacia Kiswe, a 48 kilómetros (30 millas) de distancia. La mayor parte del Cuarto Ejército Remanente estaba mucho más cerca de Damasco, en dos columnas principales; el primero, formado por los restos de una división de caballería otomana y algo de infantería, se acercaba a Kiswe, a 16 kilómetros al sur de Damasco con la segunda columna a unos kilómetros de distancia, seguido de cerca por las fuerzas árabes.
La mayor parte de la división se lanzó en Zeraqiye a las 16:30, mientras que la 11.ª Brigada de Caballería alcanzó a Khiara 6 millas (9,7 km), más al norte, donde vieron la retaguardia del Cuarto Ejército. Las fuerzas árabes solicitaron el apoyo de la 11.ª División de Caballería en un ataque a su retaguardia. Los intentos de los 29 lanceros (11.ª Brigada de Caballería) de "descabezar" la columna otomana no tuvieron éxito, mientras que la Batería de Hants que había sido enviada en apoyo "sobre un terreno muy malo" y, a pesar de ser "superada por sus armas " continuó disparando hasta que oscureció. Durante la noche, los ataques continuos de la fuerza de Auda Abu Tayi prácticamente destruyeron la columna más grande. Solo un batallón alemán llegó a Damasco intacto el 30 de septiembre.
En la tarde del 30 de septiembre, la 4.ª División de Caballería todavía estaba a 34 millas (55 km) de Damasco.

### 5.ª división montada y australiana montada

#### Kefr Kenna / Cana a Tiberias
La 5.ª División de Caballería fue relevada por la infantería la mañana del 25 de septiembre. Posteriormente partieron de Haifa y llegaron a Kefr Kenna alrededor de las 17:00 horas del 26 de septiembre, donde se concentraron.
La División Montada de Australia, menos la 3.ª y 4.ª Brigadas Light Horse instaladas en Tiberias y Samakh respectivamente, dejó Kefr 'Kenna, también conocida como Cana, a la medianoche del 25 de septiembre, para llegar a la colina de Tel Madh con vistas a Tiberíades, al amanecer del 26 de septiembre. Después de una breve parada para el abastecimiento de agua y alimento, la división continuó su marcha hacia El Mejdel, en la costa del Mar de Galilea, a 6,4 kilómetros al norte de Tiberíades, llegando a primera hora de la tarde.
En Tiberíades, la División Montada de Australia esperó a que la 5.ª División de Caballería se cerrara y la 4.ª Brigada de Caballos Ligeros se uniera de Semakh para pasar allí la noche del 26 de septiembre. Mientras que la mayor parte de la división pasó la tarde descansando y bañándose en el Mar de Galilea, después del paseo nocturno de la noche anterior se enviaron patrullas hasta Jisr Benat Yakub.

### División Montada australiana

#### Jisr Benat Yakub 27 de septiembre
en.wiki:«Battle of Jisr Benat Yakub»
La División Montada de Australia, seguida por la 5.ª División de Caballería y del cuartel general del Cuerpo Montado del Desierto, abandonó Tiberíades el 27 de septiembre para comenzar la persecución hacia Damasco. Fueron detenidos durante algunas horas en Jisr Benat Yakub —Puente de las Hijas de Jacob— en el Jordán superior, al norte del lago Tiberíades. En este lugar Liman había ordenado al «Grupo Tiberias», formado por los sobrevivientes de las guarniciones de Samaj y Tiberíades, a «resistir vigorosamente» la búsqueda de EEF estableciendo la retaguardia al sur del lago Hule. La retaguardia otomana hizo estallar el puente y montó fuertes defensas con ametralladoras en posiciones de mando en la orilla este ya que tenían vistas a los vados. En Jisr Benat Yakub, el río era profundo y rápido, con orillas empinadas que dificultaban el cruce sin el problema adicional que plantea el fuego de las ametralladoras.

Cuadro de George Lambert del puente reparado en Jisr Benat Yakub mostrando los edificios en el extremo occidental, en 1919

La 5.ª  Brigada de Caballería Ligera Mixte Régiment Mixte de Marche de Cavalerie cruzó el terreno abierto para desmontar y atacar una sección de la retaguardia situada en edificios en el extremo occidental del puente dañado. Durante este ataque frontal los soldados franceses sufrieron "alguna pérdida" ya que no había apoyo de artillería disponible. El resto de la 5.ª Brigada de Caballería Ligera buscó un vado al sur del puente y cruzó el río a última hora de la tarde, pero quedó atrapado en un terreno rocoso en la orilla opuesta, donde permanecieron hasta la primera luz del día.
Mientras tanto, el 4.º Regimiento del Caballería Ligera, de la 4.ª Brigada de Caballería Ligera, atacó con éxito la posición de la retaguardia que dominaba el vado en El Min, 1,5 millas (2,4 km) al sur de Jisr Benat Yakub. Durante la noche, las patrullas cruzaron el río y el 4.º Regimiento de Caballería Ligera continuó su avance hacia Ed Dora.
La 3.ª Brigada del Caballería Ligera avanzó hacia el norte a lo largo de la orilla occidental del río Jordán para llegar a la orilla sur del lago Huleh, también en busca de un punto de cruce. Un escuadrón del 10.º Regimiento de Caballería Ligera cruzó el río en el crepúsculo y capturó una posición de retaguardia fuerte, capturando 50 prisioneros y tres cañones. Para la medianoche, la brigada había cruzado el río y había avanzado 4 millas (6,4 km) para cortar la carretera de Damasco en Deir es Saras, si bien para ese momento la principal fuerza de retaguardia otomana ya se había retirado.
El Desert Mounted Corps Bridging Train llegó durante la noche en camiones y, en cinco horas, los zapadores construyeron un caballete alto para salvar el tramo destruido. A la luz del día, el 28 de septiembre, la División Montada de Australia avanzaba por la carretera hacia Quneitra, seguida poco después por sus vehículos de ruedas y cañones, pasando por el puente reparado.

### Deir es Saras 27/28 de septiembre
La Tercera Brigada de Caballería Ligera cruzó el río Jordán a medianoche y avanzó 4 millas (6,4 km) para cortar la carretera de Damasco en Deir es Saras, donde una fuerte retaguardia fue atacada y capturada, pero la principal fuerza de retaguardia otomana que había defendido a Jisr Benat Yakub ya se había retirado.
El primer avión otomano o alemán, visto por la 3.ª Brigada de Caballería Ligera desde que comenzaron las operaciones el 19 de septiembre, pasó a las 06:00 del 28 de septiembre. Una hora después, tres aviones bombardearon el vivac del 8.º Light Horse Regiment, perteneciente a la 3.ª Light Light Brigade, pero fueron ahuyentados por cuatro aviones británicos. En su camino a Deir es Saras, el 11.º Regiment Light Horse, de la 4.ª Light Horse Brigade fue bombardeado a las 08:00 por dos aviones y ametrallado desde el aire, lo que causó algunas bajas.
Se ordenó al 12th Light Horse Regiment de Australia y a cuatro ametralladoras que marcharan desde Jisr Benat Yakub hasta Deir es Saras a las 00:30 del 28 de septiembre. Cruzaron el río Jordán a las 02:15 con el Regiment Mixte de Marche de Cavalerie, y capturaron a 22 soldados, tres cañones de campaña y una ametralladora. En Deir es Saras, el Regiment Mixte de Marche de Cavalerie que había sido asignado a la 4.ª Brigada de Caballería Ligera se convirtió en la 5.ª Brigada de Caballería Ligera, y el 4.º Regimiento de Caballería Ligera que se había unido a la 5.ª Brigada de Caballería Ligera desde que Lejjun regresó a la 4.ª Brigada Light Horse a las 09:00 el 28 de septiembre. La 4.ª Brigada de Caballería Ligera posteriormente siguió a la 5.ª Brigada de Caballería Ligera hasta Abu Rumet explorando en ambos flancos, mientras que un escuadrón del 12.º Regimiento de Caballería Ligera escoltó el Transporte Divisional desde Jisr Benat Yakub.

### Quneitra 28 de septiembre

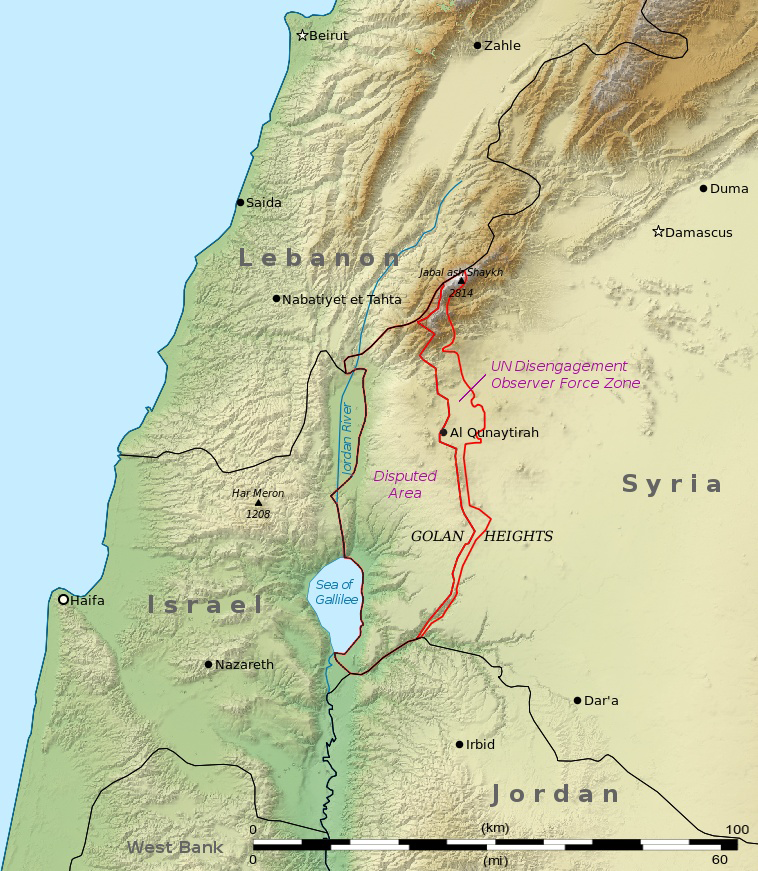
El mapa de relieve muestra Haifa, Nazaret, el Monte Hermón, el Mar de Galilea, Irbid, Daraa, Quneitra, Damasco, Duma, Zahle, Beirut y la región en 2011. Nota: el lago Huleh ha sido drenado

El Grupo Tiberíades, que había proporcionado las retaguardias que defendían el río Jordán al sur del lago Huleh, fue reforzado en Quneitra por tropas de Damasco. A las 06:00 un reconocimiento aéreo de la RAF reportó una fuerza de aproximadamente 1200 soldados que defendían el terreno elevado alrededor de Quneitra. Para las 11:40, la vanguardia de la División Montada de Australia estaba escalando las laderas de Tel Abu en Neda, que domina Quneitra en los Altos del Golán, mientras que el cuerpo principal de la división había llegado a Tel Abu el Khanzir. A las 12:50, un avión dejó caer un mensaje de que no había tráfico en la carretera al sur de Quneitra.

#### Caballería en el encuentro de caballería.
Enviaron a reconocer algún paso, las principales tropas encontraron a las 13:00 una retaguardia de 20.ª Caballería circasiana que cargó contra la Caballería Ligero, y les pidió que se rindieran. El sargento Fitzmaurice y su tropa cargaron a espada contra los circasianos, mataron e hirieron a algunos y tomaron al resto prisionero.
No hubo más ataques antes de que la División Montada de Australia llegara a Quneitra, y la Quinta División de Caballería llegó cinco horas más tarde, después de haber cruzado el río Jordán. Ambas divisiones se dirigieron al este y al oeste del pueblo. La 4.ª Brigada de Caballería Ligera se movió a través de Quneitra a las 15:30 para llegar al campamento de El Mansura a las 16:00 para pasar la noche. La 3.ª Brigada de Caballería Ligera acampó 3 millas (4,8 km) más cerca de Damasco, cerca de Jeba, en la carretera principal. Habían viajado 35 millas (56 km) en 34 horas; los caballos habían estado ensillados todo el tiempo excepto dos horas en Deir es Saras.

#### Ocupación de Quneitra

Después de la entrega de Quneitra al mayor general HW Hodgson, comandante de la División Montada de Australia (centro), el 28 de septiembre de 1918. (El general de Brigada Grant, a la derecha)

En la parte superior de la cuenca, Quneitra estaba a 40 millas (64 km) de Damasco, la sede del gobierno de un Kaza en el norte del distrito de Jaulan, y una de las ciudades circasianas más importantes de la región que se extiende desde el Hauran hasta Amán. La gran colonia musulmana en y alrededor de la ciudad había recibido tierras del Imperio Otomano después de haber sido expulsados de las provincias otomanas de Kars, Batoum y Ardahan, que habían sido anexadas en 1877 por Rusia.
Grupos de árabes y drusos estaban patrullando el Hauran, listos para capturar cualquier convoy débilmente custodiado. Como la infantería más cercana estaba en Nazaret, a 60 millas (97 km) de distancia, Chauvel nombró al General de Brigada Grant al mando de la 4.ª Brigada de la Caballería Ligera, mantener líneas de Comunicación del «GOC» para mantener el orden en torno a Quneitra y proteger las líneas de comunicación.
Grant ordenó una potente fuerza de cuatro regimientos de caballería para mantener el orden entre los hostiles circasianos. El cuartel general de l 4.ª Brigada de Caballería Ligera y el 11.º Regimiento de Caballería Ligera permanecieron en Quneitra con los Rangers de Sherwood, 5.ª División de Caballería. Estas tropas guarnecieron la ciudad y organizaron las líneas de comunicación hacia el norte hasta Damasco. Los lanceros de  Hyderabad en Jisr Benat Yakub patrullaban la región desde Safed, 9 millas (14 km) al sur de Jisr Benat Yakub, mientras que en Deir es Saras, el 15.º Regimiento de Caballería Ligera (5.ª Brigada de Caballería Ligera) patrullaba esa región.
Durante la tarde, cuatro aviones Bristol atacaron el aeródromo de Damasco y por la noche se estableció una base avanzada de aviones en Quneitra.
El 29 de septiembre, el pedido de grano requisado en Tiberias se distribuyó a las unidades, cuando llegó el transporte rodado. Para entonces, toda la carne fresca requisada para los hombres había sido consumida. Con el fin de alimentar a los hombres y los caballos, así como a 400 prisioneros, se realizó una "requisición vigorosa" en la región ocupada. Diariamente se suministró mucha carne fresca para los hombres y buen heno de trébol para los caballos, pero se encontró muy poco grano. Después de solicitar diez ovejas a los habitantes de la aldea de Mansura, a las 09:30, el 11.º Regimiento de Caballería Ligera relevó a las patrullas diurnas del 4.º Regimiento de Caballería Ligera el 29 de septiembre, vigilando las carreteras de Summaka y Hor y, más tarde, las de Shek y Banias. Para el 30 de septiembre, el 11.º Regimiento de Caballería Ligera patrullaba las líneas de comunicación en el distrito de Quneitra durante todo el día. No fue posible ningún alivio para ningún guardia o piquete durante más de 24 horas, excepto para una pequeña parte de la tropa, ya que todos los hombres estaban de servicio o estaban enfermos en el hospital.
Entre el 19 y el 30 de septiembre, la 4.ª Brigada de Caballería Ligera sufrió la pérdida de 73 caballos (61 por el 11.º LHR, probablemente en Samakh), tres caballos de tiro ligero, 12 cabalgaduras y dos camellos muertos, 14 raids, dos caballos de tiro livianos heridos y ocho animales evacuados. Capturaron a 24 oficiales y otras 421 de otros rangos en Quneitra.

#### El avance continúa 29/30 de septiembre
La fuerza que continuó el avance hacia Quneitra consistió en la División Montada Australiana con los Regimientos de Caballería Ligera 4.º y 12.º (4.ª Brigada de Caballería Ligera) comandados por el Teniente Coronel MWJ Bourchier (al mando del 4.º Regimiento de Caballería Ligera) y conocido como «Fuerza de Bourchier», con la 3.ª y 5.ª Brigadas de Caballería Ligera seguidos por la 5.ª División de Caballería.
Durante la mañana del 29 de septiembre, se observaron mediante reconocimiento aéreo columnas de soldados alemanes y otomanos que se retiraban en varios grupos con unos 150 transportes de caballos y 300 camellos a unos 32 kilómetros al sur de Damasco. Alrededor de 100 camellos más de infantería y manadas fueron vistos en las afueras de Damasco. También durante la mañana, un reconocimiento por parte de la 11.ª Batería de Motor Blindado Ligero (LAMB) había sido atacado por una «fuerza de todas las armas» estimada en 300 ametralladoras y al menos dos pistolas, manteniendo una posición de retaguardia a 20 millas ( 32 km) desde Quneitra a través de la carretera a Damasco a 4 millas (6.4 km) al sur de Sa'sa.
La fuerza de retaguardia de Sa'sa parecía estar dividida en dos; La izquierda está formada por 50 alemanes, 70 soldados otomanos, seis ametralladoras y cuatro cañones.

#### Acción en Sa'sa

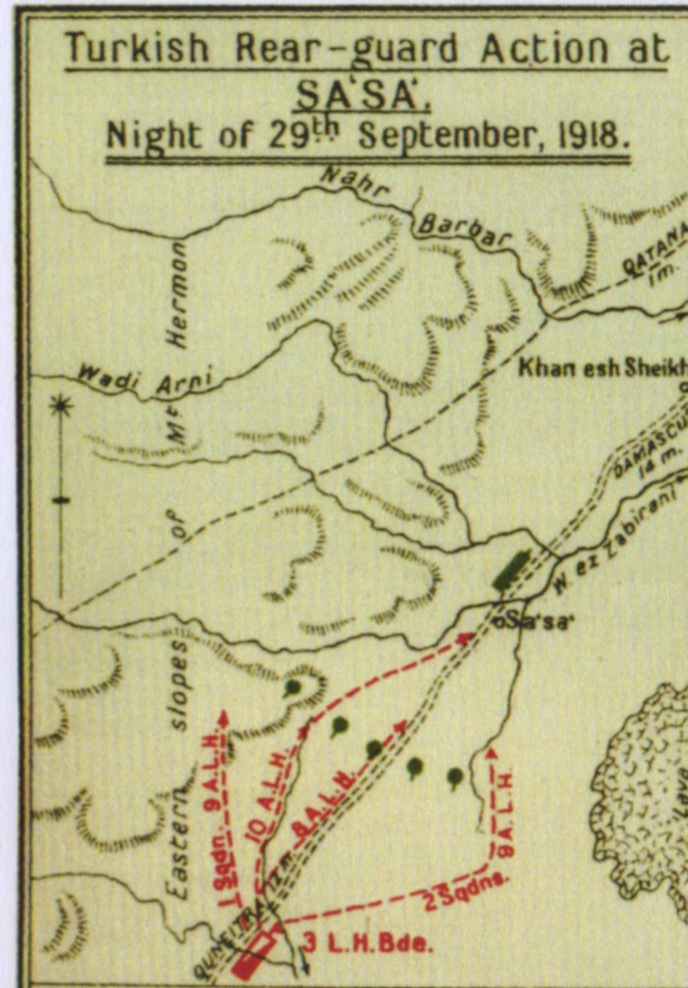
Detalles de Sasa en el Falls Sketch Map 39

El avance a Damasco se reanudó durante la tarde del 29 de septiembre después de que se hubieran distribuido las cantinploras, con la intención de marchar toda la noche, para capturar Damasco en la mañana del 30 de septiembre.
A las 15:00, la 3.ª Brigada de Caballería Ligera se marchó y el resto de la División Montada de Australia siguió a las 17:00. Como guardia avanzado del 9.º Regimiento de Caballería Ligera con seis ametralladoras juntas, empujó a un escuadrón hacia adelante con dos ametralladoras que encontraron una fuerte posición otomana. Apoyado por ametralladoras y artillería bien situada y situado en un terreno elevado cubierto de cantos rodados, su flanco izquierdo estaba asegurado por una formación de lava áspera. A las 19:00, el resto de la 3.ª Brigada de Caballería Ligera, al ver al escuadrón avanzado bombardeado con al menos una batería, avanzaba hacia la derecha para atacar el flanco izquierdo otomano. El 10.º Regimiento de Caballería Ligera fue enviado hacia adelante en apoyo para atacar el flanco derecho. Sin embargo, el terreno a ambos lados de la carretera era demasiado peligroso para que la caballería avanzara a través de la noche y el fuego de las ametralladoras barriera la carretera. La fuerte retaguardia había detenido la persecución.
Mientras que los Regimientos de Caballería Ligera noveno y décimo continuaron lentamente su avance, a las 02:00 del 30 de septiembre, el 8.º Regimiento de Caballería Ligera (menos un escuadrón) que se movía a lo largo de la carretera, realizó un ataque frontal a la posición de la retaguardia. Con la cooperación de los Regimientos de Caballería Ligera 9.º y 10.º, la posición fue capturada a las 03:00, junto con cinco ametralladoras y algunos prisioneros alemanes. Algunos lograron retirarse, pero fueron perseguidos por el Décimo Regimiento de Caballería Ligera, que capturó dos cañones de 77 mm, dos ametralladoras y unos 20 prisioneros. El sargento M. Kirkpatrick del 2.º escuadrón de ametralladoras de Nueva Zelanda describió la acción. Una fuerte oposición se encontró con una batería y algunas ametralladoras bien colocadas en un terreno difícil, todas salpicadas de rocas del Monte Hermon. Desplegar en la oscuridad y sobre ese terreno no fue fácil, pero finalmente el enemigo tenaz fue expulsado y capturado ".
Durante el ataque a Sa'sa, dos miembros del 4.º Regimiento de Caballería Ligera obtuvieron medallas de conducta distinguida cuando lideraron las cargas a una retaguardia alemana en Sa'sa. Estas dos patrullas de flanco de tres hombres atacaron cada una a 122 alemanes con cuatro ametralladoras preparándose para enfilar el flanco de la División Montada de Australia, dispersándolas y eventualmente forzando su rendición.

#### Kaukab 30 de septiembre

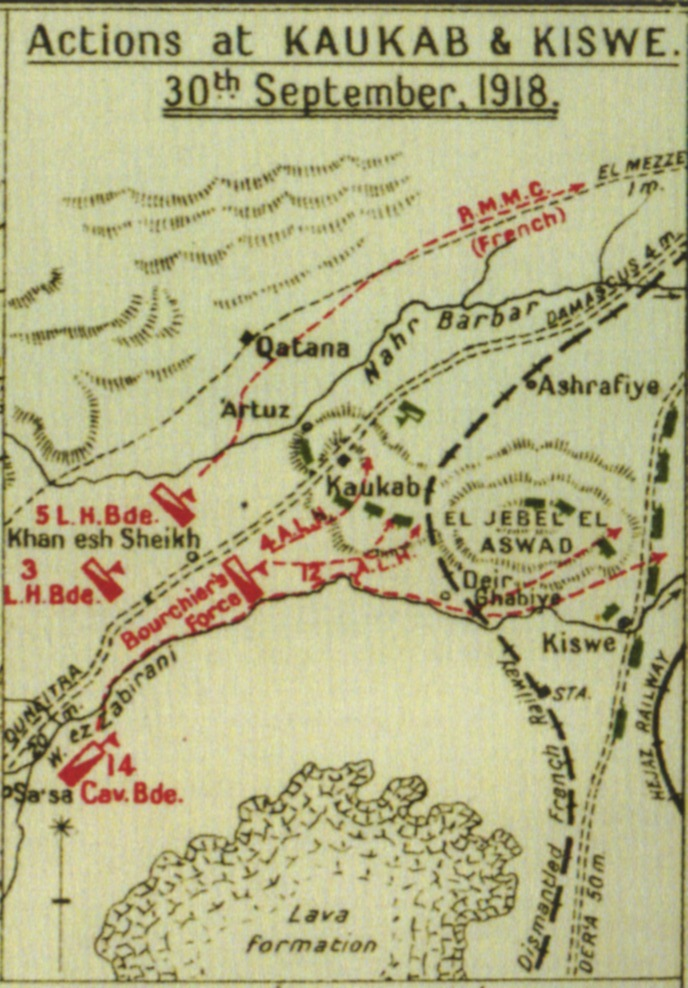
Mapa de Falls Sketch. 39 acciones detalladas en Kaukab y Kiswe

La 3.ª y 5.ª Brigadas del Caballería Ligera y la Fuerza de Bourchier (4.º y 12.º Regimientos de Caballería Ligera) recibieron la orden de continuar el avance hacia el oeste de Damasco para cortar las líneas de retirada, al oeste a Beirut y al norte a Homs.
Al amanecer, los dos regimientos del teniente coronel MWJ Bourchier de la 4.ª Brigada de Caballería Ligera. La 4.ª Brigada de Caballería Ligera asumió el cargo de posición avanzada de la División Montada Australiana hacia Damasco, con la 5.ª Brigada del Caballería Ligera en Khan esh Shiha y la 3.ª Brigada de Caballería Ligera que siguieron en la reserva después de volver a reunirse después del compromiso de Sa'sa.
El avance atacó una columna a 0.5 millas (0.80 km) de Kaukab, capturando a 350 prisioneros, un cañón de campaña, ocho ametralladoras y 400 rifles.
El regimiento vio una columna importante de aproximadamente 2 millas (3,2 km) de largo que ocupaba una posición en todos los lugares dominantes en la cresta de Kaukab / Jebel el Aswad, desde el borde occidental de una cordillera volcánica que se extiende hacia el este a lo largo del terreno elevado. Las patrullas estimaron que la fuerza era de 2500 soldados, pero no había signos aparentes de tropas para proteger su flanco derecho.
Los 4.º y 12.º Regimientos de Caballería Ligera se desplegaron a la derecha, mientras que el 14.º Caballería Ligera y el Regimiento Mixte de Marche de Cavalerie (RMMC) se posicionaron a la izquierda con la 3.ª Brigada de Caballería Ligera en la parte trasera.
El flanco derecho desprotegido fue rápidamente superado por el avance del Regimiento Mixte de Marche de Cavalerie. Cuando dos baterías abrieron fuego efectivo desde una colina, a las 11:15, el 4.º y 12.º Regimiento de Caballería Ligera cargaron "a espada". Cuando el 4.º Regimiento de Caballería Ligera a la izquierda y el 12.º Regimiento de Caballería Ligera a la derecha subieron la pendiente, los defensores otomanos rompieron filas y corrieron en desbandada. Cerca de 72 prisioneros fueron capturados junto con 12 ametralladoras, mientras que gran número de efectivos se retiraron a los bosques hacia Daraya y la caballería otomana regresó a Damasco.
El Regite Mixte de Marche de Cavalerie continuó avanzando 5 millas (8,0 km) hasta la carretera de Baniyas a Damasco, más allá de Qatana, y al sudoeste de El Mezze, donde fueron ametrallados. El regimiento desmontó para atacar la posición con un escuadrón del 14.º Regimiento de Caballería Ligera que le seguía, avanzando lentamente a lo largo de la cresta de Qalabat el Mezze paralela a la carretera, hasta que las baterías de artillería de caballería avanzaron por la carretera principal a las 13:00 y comenzaron a disparar a la posición otomana permanecía silenciosa.
Desde Kaukab, Damasco estaba a 10 millas (16 km) de distancia.

### 5.ª División de Caballería

#### Kiswe 30 de septiembre
El 29 de septiembre, Mustafa Kemal Pasha, comandante del Séptimo Ejército, llegó a Kiswe con las principales tropas de su ejército. Liman von Sanders le ordenó continuar hasta Rayak, al norte de Damasco. En la mañana del 30 de septiembre, la columna principal del Cuarto Ejército remanente, que constaba de una división de caballería otomana y algo de infantería, se acercaba a Kiswe a 16 kilómetros al sur de Damasco, y luego siguió por el Camino de los Peregrinos hasta la 4.ª. División de Caballería 30 millas (48 km) detrás.
La 5.ª División de Caballería, con la Essex Battery RHA como apoyo, recibió la orden de atacar a una columna otomana de 2000 efectivos que se retiraba a lo largo de la Ruta del Peregrino, 9 millas (14 km) al este. [51] [95] Dos regimientos de la 14.ª Brigada de Caballería esquivaron la fuerte guarnición de 2000 soldados en Kiswe para atacar a otra retaguardia otomana 3 millas (4.8 km) más cerca de Damasco.
El 20.ª Deccan Horse y el 34 Poona Horse (14.ª Brigada de Caballería) del Ejército de la India Británica se acercaron a la carretera, con las colinas de El Jebel el Aswad a su izquierda. Al este de Kaukab, su progreso disminuyó. En este lugar fueron detenidos por retaguardia, mientras que la carretera estaba muy congestionada. Un gran número de soldados otomanos en retirada también se podían ver más al norte, acercándose a Damasco.
Dos escuadrones de Deccan Horse atacaron y capturaron el punto más cercano en las colinas que dominan el paso, mientras que a su izquierda un escuadrón de la 34.ª Poona Horse apoyado por la Essex Battery RHA cargado en la fuerza alemana y/o otomana, divididos en dos y dispersando la columna. Aquí capturaron a 40 oficiales y 150 hombres. La 14.ª brigada se refugió en la cresta de El Jebel el Aswad, con un total de 594 prisioneros pero sufrieron 5 muertos y 4 heridos.

### La suma de los avances de caballería
Cuatro días después de abandonar Tiberíades, a pesar de los retrasos causados por la dificultad del terreno y de una serie de acciones de caballería en las que las retaguardias alemana y turca fueron invadidas o acosadas para rendirse, las Australian Mounted y la Quinta División de Caballería llegaron a Damasco. Habían salido un día después de la 4.ª División de Caballería pero llegaron "a una hora de diferencia entre ellos".
En los 12 días que pasaron desde el 19 al 30 de septiembre, las tres divisiones de caballería de Desert Mounted Corps marcharon a lo largo de 200 millas (320 km) / 400 kilómetros (250 millas) y muchas de ellas recorrieron casi 650 kilómetros (400 millas), lucharon en varias acciones y capturaron 60 000 prisioneros, 140 cañones y 500 ametralladoras.
En respuesta a esta hazaña, Chetwode posteriormente escribió a Chauvel, felicitándolo por su «histórico viaje a Damasco» y «las actuaciones de la caballería en esta victoria de época». Continuó escribiendo que Chauvel había «hecho historia con una venganz»" y que su «actuación [sería] mencionada y citada mucho después de que muchas más sangrientas batallas en Francia hayan sido casi olvidadas».

## Damasco

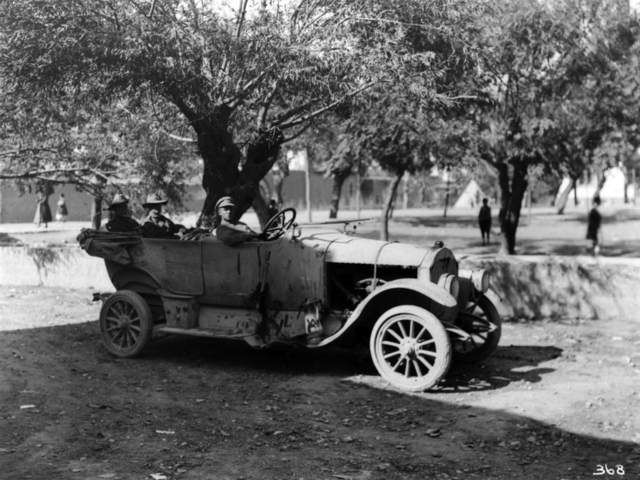
Teniente Dinning sentado detrás de su conductor

### Acercamiento
Según el teniente Héctor W. Dinning, de «Australian War Records» en El Cairo, «las últimas 20 millas (32 km) a Damasco son buenas». La gran llanura verde que rodea a Damasco se puede ver «desde una distancia inmensa». Al igual que la vista del Delta del Nilo, la rica y verde llanura regada por el Abana y el Pharpar está en «marcado contraste» con el país «marrón rocoso» y el «desierto de arena». Dinning escribió, al acercarse que «bordea la corriente del Pharpar» a 16 km (10 millas) de la ciudad. «Damasco está escondido en el bosque. No ve sus torres hasta que está sobre él. Las crestas áridas de arcilla afuera».
Según el Manual del Ejército de 1918, Damasco, el asentamiento urbano más grande de Siria era también una ciudad árabe beduina ubicada en un oasis, la mayor parte de los cuales se encuentran al este de la ciudad. Los aldeanos árabes y los nómadas de las tiendas de campaña hicieron «los alrededores de Damasco menos seguros que el desierto ... [siendo] más propensos a unirse a un ataque contra la ciudad que a ayudar a su defensa». En y alrededor del suburbio principal de Salahiyeh, en el extremo noroeste, hay muchos kurdos, argelinos y musulmanes cretenses. Una quinta parte de los que viven en la ciudad son cristianos de todas las denominaciones, incluidos los armenios, mientras que también hay algunos judíos de asentamientos muy antiguos. Casi todos los restantes son árabes musulmanes. «La población es singularmente particularista, orgullosa, exclusiva, conservadora y celosa de la interferencia occidental».
La ciudad era racialmente diversa y los servicios cristianos y musulmanes se llevaron a cabo en la Gran Mezquita. Maunsell escribe que «la mitad del edificio está reservada para los cristianos y la otra para los mahometanos». Damasco estaba rodeado de «los jardines más hermosos», y que «la ciudad tiene tranvías y luz eléctrica». Muchos de los edificios fueron construidos en el estilo Riviera, «mientras que la mayor parte del país fuera [era] simple y pedregoso, no muy diferente de la Frontera [en India]»".

### Defensa
Liman von Sanders ordenó a la 24.ª, 26.ª y 53.ª Divisiones de Infantería, al XX Cuerpo del Séptimo Ejército, a la 3.ª División de Caballería y al 4.º Ejército de Tropas del Ejército, bajo el mando del Coronel Ismet Bey (comandante del III Ejército del Séptimo Cuerpo) defender a Damasco, mientras que las restantes formaciones otomanas recibieron la orden de retirarse hacia el norte. Al Grupo Tiberíades comandado por Jemal Pasha, comandante del Cuarto Ejército también se le ordenó defender Damasco. Liman von Sanders se dio cuenta de que no podía defender la ciudad y retiró su sede del Grupo de Ejércitos Yildirim al norte, a Alepo. Durante el 30 de septiembre, las unidades en retirada pasaron por los puestos de avanzada organizados por el Coronel von Oppen (comandante del Cuerpo de Asia) en Riad. El 146.º Regimiento fue la última formación que abandonó Damasco el 30 de septiembre. Después de escuchar que Barada Gorge se cerró, von Hammerstein salió de Damasco por la carretera de Homs, siguiendo al III Cuerpo, la 24.ª División y la 3.ª División de Caballería hasta Rayak.

### Cerco

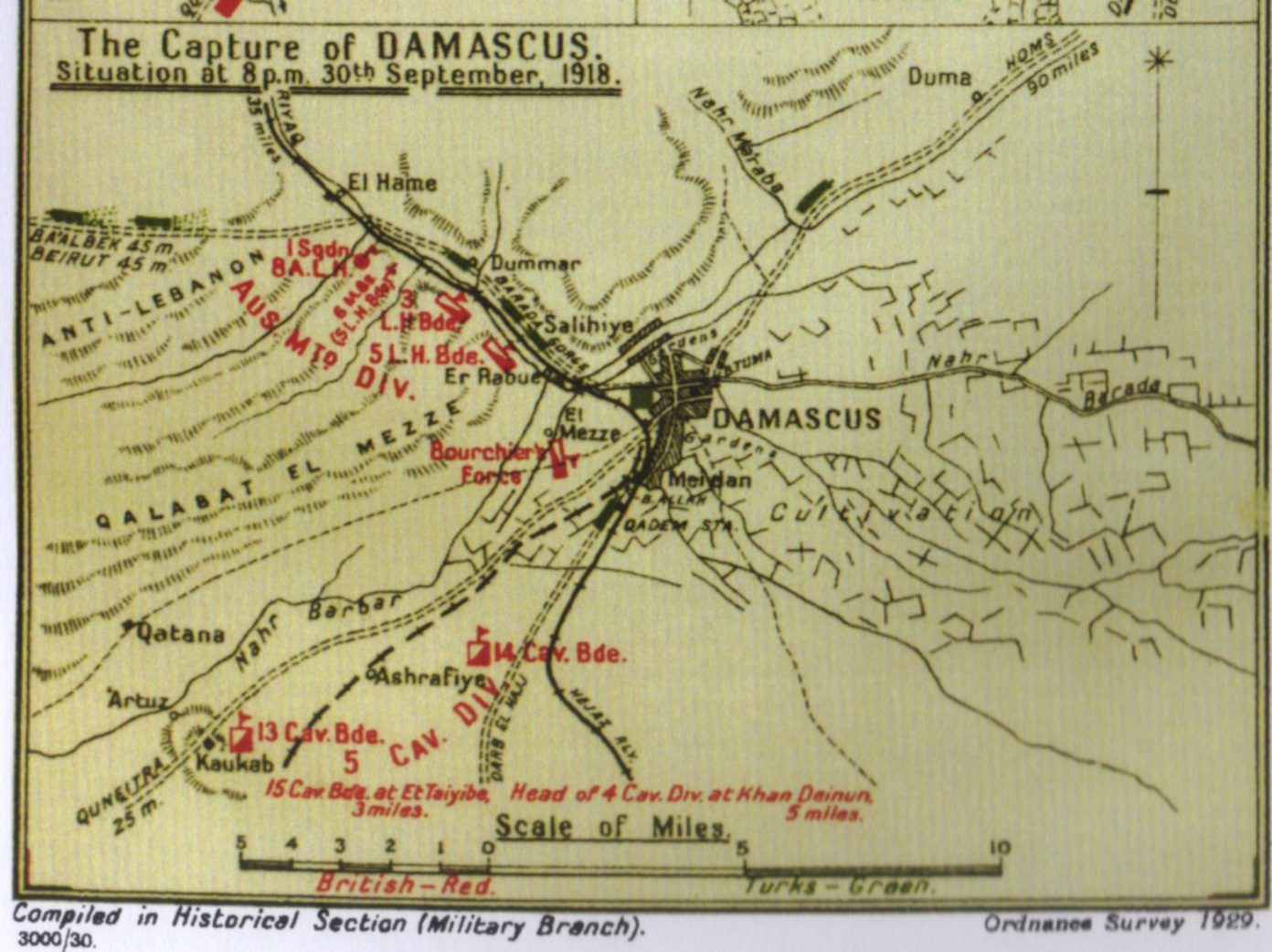
Falls Sketch Map 39. Detalle de la capture de Damasco

Aviones australianos habían reconocido Damasco por primera vez el 27 de septiembre cuando vieron la  estación de tren llena de cientos de vagones y vehículos. También se observaron columnas en retirada y transporte en las carreteras de Deraa y al norte de Jisr Benat Yakub. Durante la tarde del 28 de septiembre, el aeródromo de Damasco fue bombardeado y quemado y la mañana siguiente se evacuó Damasco. Durante todo el 30 de septiembre, largas columnas de soldados otomanos y alemanes en retirada habían pasado por Damasco.
Para la medianoche del 30 de septiembre, la División Montada de Australia estaba en El Mezze 2 millas (3,2 km) al oeste, la 5.ª División de Caballería estaba en Kaukab y la 4.ª División de Caballería estaba en Zeraqiye 34 millas (55 km) al sur de Damasco en el «Camino de peregrinos» con la 11.ª Brigada de caballería en Khan Deinun con las fuerzas árabes al noreste de Ashrafiye. Chauvel envió a la 5.ª División de Caballería al este de Damasco.
La División Montada de Australia se movió al oeste de la ciudad para bloquear la carretera hacia Beirut y la carretera al norte a Homs, Hama y Aleppo y ocupar la ciudad, mientras que la Quinta División de Caballería se trasladó al sur de la ciudad para cortar la carretera de Deraa. La 14.ª Brigada de Macandrew, 5.ª División de Caballería sostuvo la cresta de Kaukab capturada por los Regimientos 4.º y 12.º de Caballería Ligera. La 4.ª División de Caballería de Barrow y una fuerza árabe entraron en acción contra el Cuarto Ejército remanente alrededor de Khan Deinun. Los árabes acamparon en Kiswe, a unas pocas millas al sur de la ciudad.
Según el sargento M. Kirkipatrick del 2.º escuadrón de ametralladoras de Nueva Zelanda:

Los artilleros alemanes, defendiendo los suburbios, fueron rápidamente eliminados por nuestra activa artillería de a caballo, mientras galopábamos entre el cultivo y las áridas colinas. De repente, al encontrarnos con un fuego agudo y bien dirigido, nos desviamos bruscamente hacia estas colinas, donde el enemigo, haciendo piquetes en las alturas, se dispersó rápidamente. Desde estas colinas obtuvimos una vista magnífica de la ciudad que 'El Profeta' pensó 'Un Paraíso', afortunadamente para él, no bajó, ni el viento sopló en su camino. Lejos del sureste podríamos ver una gran columna convergente del enemigo luchando para llegar a la ciudad. Eran los 20 000 turcos de la Base Deraa. La mayoría de los fugitivos fueron embolsados por nuestra División antes de llegar a lo que esperaban con cariño que era su lugar de descanso, su refugio.

-  Sargento M. Kirkpatrick Segundo escuadrón de ametralladoras de Nueva Zelanda.

}}
A las 02:00 del 1 de octubre , se ordenó a una tropa de los Húsares de Gloucester,  13.ª Brigada de Caballería con una sección de ametralladoras ligeras Hotchkiss que capturara la estación inalámbrica en Kadem. No pudieron capturarla antes de que fuera destruido. Desde el oeste de Kadem, la tropa fue testigo de la destrucción de la estación inalámbrica y la estación de tren antes de llegar a la sede de la División Montada de Australia.
Media hora después de que la tropa partiera, el resto de la 13.ª Brigada de Caballería (5.ª División de Caballería) en Kaukab, avanzó hasta que Kiswe llegó justo antes de las 04:30 en Deir Ghabiye, confundiéndolo con Kiswe. Un escuadrón del Caballería de Hodson en la vanguardia persiguió y capturó a unos 300 soldados otomanos antes de subir a Kiswe para capturar a otros 300 soldados. Después de que la brigada llegó a Kiswe, se les ordenó regresar a Kaukab. Habiendo enviado a 700 prisioneros bajo la escolta, el escuadrón de Caballería de Hodson avanzó con ametralladoras y rifles Hotchkiss al galope, hacia una columna otomana de 1500 hombres que se dirigía hacia Damasco a una distancia de aproximadamente 1,75 kilómetros, asumiendo que el resto de la 13.ª Brigada de Caballería lo haría para reforzarlos. La artillería de la 4.ª División de Caballería, siguiendo la columna otomana por el Camino de los Peregrinos, llegó al escuadrón de apoyo y les permitió salir con la única pérdida de una pistola Hotchkiss y varios caballos.

### Damasco 1 de octubre
Después de que el barranco de Barada fuera bloqueado, las columnas en retirada se escapaban de Damasco hacia el norte a lo largo del camino de Alepo. Una gran columna de tropas otomanas formada por el Regimiento 146, la última formación otomana que abandonó Damasco el 30 de septiembre, salió de Damasco por la carretera de Homs hasta Rayak, al noroeste de Damasco, durante la noche. Siguieron al III Cuerpo, la 24.ª División y la 3.ª División de Caballería para concentrarse junto con las tropas en el último tren otomano que salió de la ciudad alrededor de las 21:00 del 30 de septiembre. Solo la fuerza de von Oppen que había viajado en tren a Riyak antes de que se cerrara la Garganta de Barda y el 146.º Regimiento que marchaba a Homs seguía siendo «formaciones disciplinadas».

#### Rendición
La independencia de Siria fue proclamada y la bandera de Hejaz levantada sobre el palacio del Gobernador por el Emir Said Abd el Kader, que formó un consejo provisional para gobernar la ciudad hasta que el Príncipe Feisal asumiera el mando. Hughes escribe que «GHQ instruyó a las tropas para permitir que la fuerza del Príncipe Feisal entrara en la ciudad 'primero', a pesar de que la EEF había ganado la batalla y había llegado a Damasco antes que los árabes». La Tercera Brigada de Caballería Ligera había salido de la ciudad la noche anterior, estableciendo líneas de piquetes para restringir la entrada a la ciudad a todos excepto a los Sherifian Regulars. Con órdenes de cortar la carretera de Homs, la brigada entró a Damasco a las 05:00 del 1 de octubre de 1918.
El 10.º Regimiento de Caballería Ligera y la 3.º de la Brigada de Caballería Ligera avanzó por una cuesta empinada hasta el fondo de la Garganta de Brada hasta llegar a la Estación Dummar, donde varios cientos de soldados otomanos se rindieron. En la estación ferroviaria de Baramkie, capturaron a unos 500 o 1000 prisioneros en un tren a punto de partir hacia Beirut. Habiendo abierto un camino, cruzaron la garganta y galoparon hacia la ciudad con espadas desenvainadas. Mientras recorrían la ciudad, pasaron por el cuartel de Baramkie que tenía miles de soldados que no interfirieron con sus movimientos, pero las calles se estaban llenando de personas que los obligaron a ir más despacio.
En el Serai, el Salón de Gobierno o el Ayuntamiento Mayor o el teniente coronel ACN Olden, al mando del décimo Regimiento de Caballería Ligera, aceptó la rendición de la ciudad del Emir Said Abd el Kader. Olden más tarde describió la escena como una gran reunión, vestida con la reluciente vestimenta de la oficialidad oriental, que se levantó y formó en filas. Emir Said le dijo a Olden que había sido instalado como Gobernador el día anterior y que ahora entregó Damasco al Ejército Británico.
Damasco estaba en un estado de revuelta; tanto las administraciones civiles como las militares habían fracasado por completo y Olden advirtió que se debía detener el tiroteo. Pidió una guía para mostrar a los jinetes ligeros australianos a través de la ciudad hasta la carretera de Homs.

#### Administración
Se declaró la independencia, mientras que unos 15 000 soldados otomanos y alemanes todavía estaban en Damasco, incluido Jemal Pasha, el comandante del Cuarto Ejército. Allenby informó al rey Hussein, padre del príncipe Feisal, el 1 de octubre, diciéndole que habían entrado en la ciudad y habían hecho más de 7000 prisioneros. El ejército árabe llegó a Damasco a las 07:30, después de que el 10.º Regimiento de Caballería Ligera hubiera abandonado la ciudad, junto con T.E. Lawrence que conducía a Damasco con Auda, Sherif Nasir, Nuri Shafaan, Emir de Ruwalla y sus fuerzas. Se reunieron en el ayuntamiento y declararon su lealtad al rey Hussein, el padre del príncipe Feisal.
Los árabes posteriormente proclamaron un gobierno bajo el rey Hussein, alzando su propia bandera e instalando un gobernador árabe antes de que llegaran las tropas de Allenby. Según Hughes, la agitación que rodea a la caída de Damasco, que una de las decisiones políticas (a diferencia de las militares) fue delegar los poderes en un pequeño grupo de oficiales británicos comparativamente menores que operaban en el campo. Lawrence era parte de este grupo. Parecía que actuaba «en ocasiones, independientemente, pero estaba aislado de GHQ y Londres. Lawrence y sus colegas tuvieron que tomar decisiones rápidamente en situaciones difíciles y explosivas».
Shukri Pasha fue nombrado posteriormente Gobernador Militar de Damasco. Las reclamaciones francesas y árabes que ocupaban gran parte del tiempo de Allenby, se complicaron con esta acción árabe y fueron la causa de que los franceses desconfiaran del príncipe Feisal. Esta primera Administración árabe cesó en unos días y Ali Riza Pasha el Rikabi se hizo cargo de ella.  Los oficiales franceses e italianos que también llegaron a Damasco eran franceses, representando los intereses de sus países, así como el representante estadounidense independiente en el EEF, Yale, quien informó que sentía que estaba siendo obstruido.
Allenby informó a la Oficina de Guerra por telegrama el 1 de octubre que la División Montada de Australia había entrado en Damasco y que el Cuerpo Montado en el Desierto y el Ejército Árabe habían ocupado la ciudad. Su informe concluyó que «la administración civil sigue en manos de las autoridades existentes, y todas las tropas, con la excepción de unos pocos guardias, [habían] sido retiradas de la ciudad». Según una carta que escribió a su esposa, tenía la intención de ir a Damasco al día siguiente para permanecer allí hasta el 4 de octubre.

#### Ocupación
A las 06:40 del 1 de octubre, Hodgson, al mando de la División Montada de Australia, ordenó la Fuerza de Bourchier, el 4.º y 12.º Regimiento de Caballería Ligera para patrullar las afueras, al oeste de Damasco y al sur de la Garganta de Barda. Un cuartel con 265 oficiales y 10 481 hombres se rindieron al 4.º Regimiento de Caballería Ligera. Los prisioneros fueron llevados a un campo de concentración fuera de la ciudad, mientras que 600 hombres que no podían caminar y 1800 heridos fueron atendidos en tres hospitales. Se colocaron guardias en los principales edificios públicos y consulados hasta que fueron relevados por las tropas de Sherifial.
El Desert Mounted Corps había capturado un total de 47 000 prisioneros desde que comenzaron las operaciones el 19 de septiembre. Entre el 26 de septiembre y el 1 de octubre, el cuerpo capturó a 662 oficiales y 19 205 de otros rangos. Unos 20 000 soldados otomanos enfermos, agotados y desorganizados fueron hechos prisioneros en y alrededor de Damasco. Cerca de 12 000 prisioneros fueron capturados en Damasco antes del mediodía del 1 de octubre de 1918, así como un gran número de artillería y ametralladoras. La 4.ª Brigada del Caballería Ligera capturó un total de 11 569 prisioneros en la ciudad. La 5.ª División de Caballería se hizo cargo de 12 000 prisioneros otomanos. Los prisioneros fueron sacados de Damasco a un campamento.
Allenby estimó que 40 000 soldados otomanos se habían retirado hacia Damasco el 26 de septiembre. La persecución por parte de Desert Mounted Corps había capturado a la mitad de ellos. Falls escribe que "esta gran operación de caballería decidió finalmente la fortuna de la campaña".
El historiador oficial de Australia, Gullett, describe la magnitud de la victoria: 

la gran fuerza turca y alemana en el oeste y el este de Palestina había sido destruida, y nuestros prisioneros contaban con 75 000. De los 4.º, 7.º y 8.º Ejércitos turcos al sur de Damasco, solo una se escaparon unos pocos miles de hombres perseguidos por a pie. Prácticamente todas las armas, la gran mayoría de las ametralladoras, casi todas las armas pequeñas y transportes, todos los aeródromos y sus equipos mecánicos y casi todos los aviones, un teléfono y telégrafo intrincados y generalizados. El sistema, los grandes depósitos de municiones y todo tipo de suministros, en catorce días rápidos y dramáticos han sido despojados de un enemigo que durante cuatro años se había resistido a nuestros esfuerzos por aplastarlo. Fue un derrocamiento militar tan repentino y tan absoluto que es quizás sin paralelo en la historia de la guerra. Y aún es más notable porque se logró a un costo tan insignificante.

### La Tercera Brigada de Caballería Ligera continúa la búsqueda
Después de rendirse en Damasco, la 3.ª Brigada de Caballería Ligera se movió hacia el norte por la carretera de Homs. Estuvieron involucrados en escaramuzas virtualmente continuas a lo largo del día, en compromisos cortos pero severos. Persiguieron a los otomanos, luchando contra varios enfrentamientos el 1 de octubre cuando capturaron a 750 prisioneros y varias ametralladoras.
Mientras tanto, la 13.ª Brigada de Caballería (5.ª División de Caballería) avanzó hacia el este de la ciudad hasta la carretera de Homs, donde se contactó con la 14.ª Brigada de Caballería que había pasado por Damasco a las 10:30, también a través de la puerta de Bab Tuma, para desplegar puestos de avanzada.
Al día siguiente, a las 06:15 el 2 de octubre de 1918, se informó de una larga columna que intentaba escapar hacia el norte. El 9.º Regimiento de Caballería Ligera salió a las 06:45 y rápidamente se juntó con el cuerpo principal de la columna; se ordenó a dos escuadrones que avanzaran hasta Khan Ayash antes de atravesar un paso. Tan pronto como habían cortado la carretera, un tercer escuadrón montó para atacar el flanco de la columna, pero antes de que pudiera participar, la columna se rindió. Habían capturado a más de 2000 prisioneros, incluido un comandante de la división y el 146.º Regimiento, el único color otomano tomado por los australianos en la Primera Guerra Mundial. El 146.º Regimiento había sido recientemente una de las dos "formaciones disciplinadas".

### La marcha de Chauvel a través de Damasco el 2 de octubre

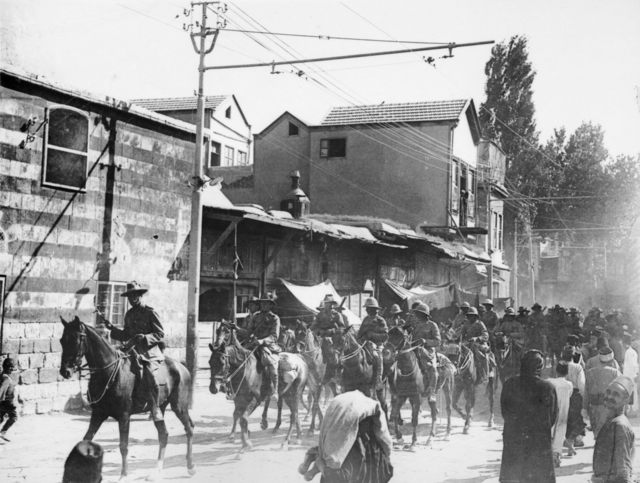
El 2 de octubre de 1918 el teniente general sir Harry Chauvel al mando del Cuerpo Montado del Desierto lleva a esta formación a través de Damasco

Cuando Chauvel llegó a Damasco, le dijo a su personal que acampara en un huerto en las afueras de la ciudad mientras completaba un reconocimiento. Envió un mensaje a Lord Allenby a través de un avión y también envió al oficial de suministros británico adjunto a las Fuerzas Hejaz. Según Chauvel, este oficial informó que la situación en la ciudad era caótica y que la intención de los Hejaz era "hacer lo menos posible a los británicos y hacer pensar a la población que son los árabes quienes han expulsado a los turcos". Como resultado, Chauvel decidió marchar por la ciudad al día siguiente, con «prácticamente todas las unidades representadas; armas, vehículos blindados, todo, y también tomé posesión de la casa de Djemal».

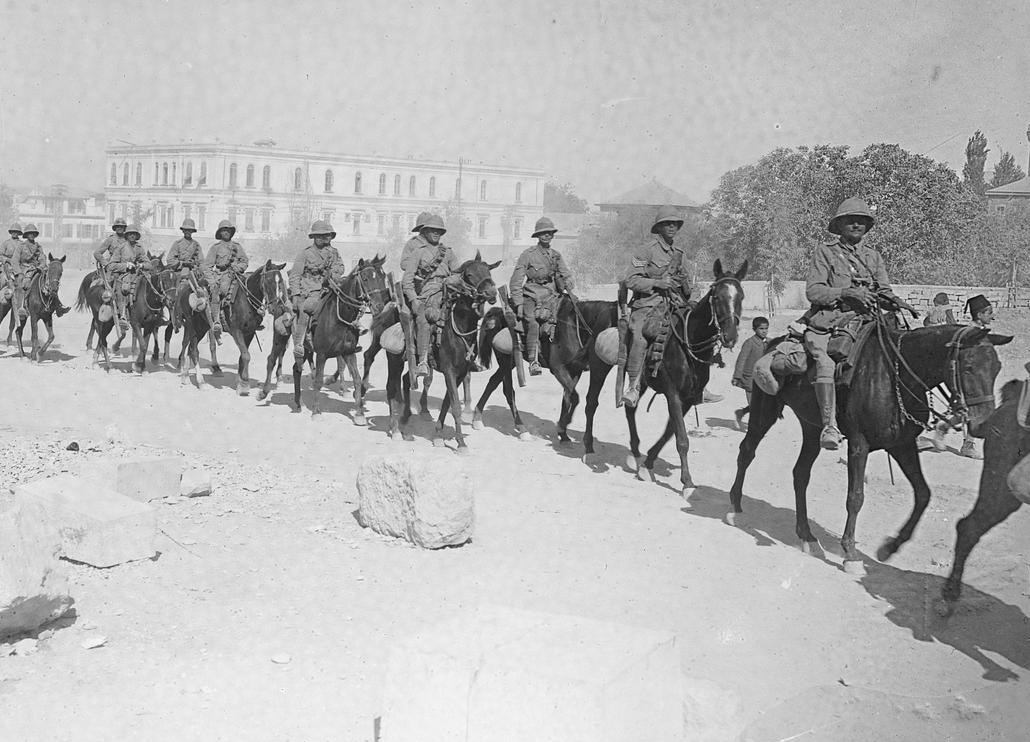
Gloucester Yeomanry en la marcha del general Chauvel a través de Damasco el 2 de octubre de 1918

Allenby le había ordenado a Chauvel que trabajara a través de Lawrence hasta que llegó, pero Lawrence estaba preocupado por ver al Príncipe Feisal gobernar Siria, y se oponía a una demostración de fuerza. Sin embargo, según Preston, Chauvel ordenó una «demostración de fuerza para intimidar a los elementos turbulentos en la ciudad». Los destacamentos de cada brigada del Cuerpo Montado en el Desierto con sus armas marcharon a través de Damasco liderado por Chauvel. Se le unieron Barrow, el comandante de la 4.ª División de Caballería, Macandrew, el comandante de la 5.ª División de Caballería y el comandante de la División Montada de Australia, Hodgson, junto con representantes del personal, un escuadrón de cada regimiento, una batería de cada división de la Artillería de Caballería Real del Territorial Británico y una sección del 2.º escuadrón de ametralladoras de Nueva Zelanda. Estas tropas marcharon a través de Damasco desde Meidan en el sur. Los escuadrones representaban la Caballería ligera australiana, el francés Chasseurs d'Afrique y Spahis, el británico Yeomenry, los regimientos de Caballería india y un escuadrón de la 2.ª Brigada de Caballería ligera que formaba parte del cuerpo de guardaespaldas del comandante, representaban la División Montada de Anzac comandada por Chaytor.

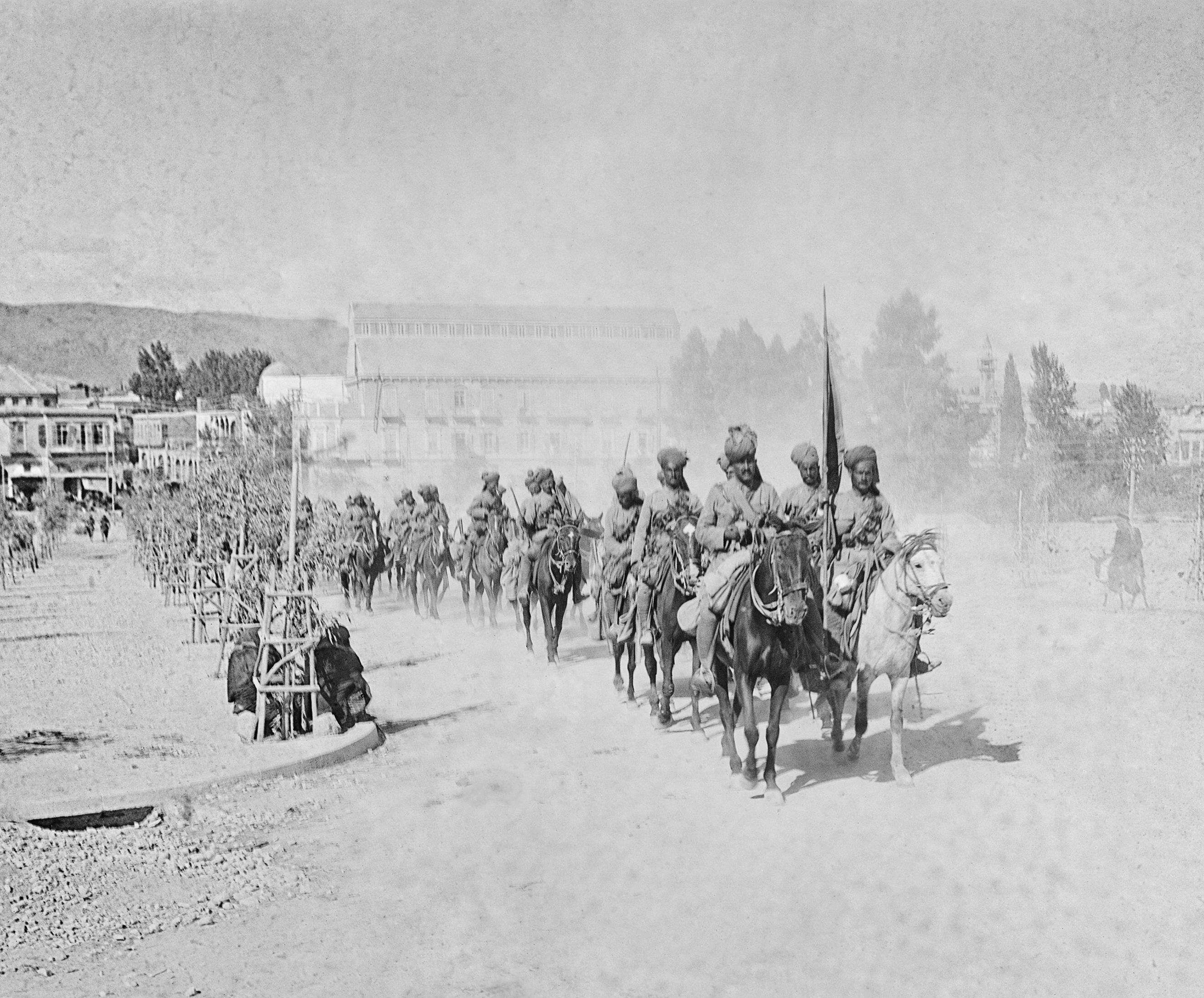
El 9.º de Caballería de Hodson en la marcha del general Chauvel a través de Damasco, el 2 de octubre de 1918

La marcha a través de Damasco comenzó a las 12:30 y terminó a las 15:00 con las unidades de regreso en el campamento El Mezzo a las 16:00 cuando se asignaron dos grupos del Escuadrón B para proteger el Tren Divisional Montado de Australia.

### Reunión de Damasco 3 de octubre

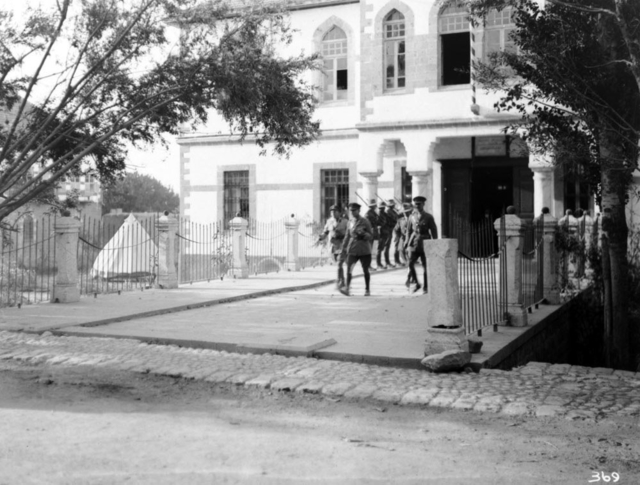
El general Chauvel en la sede de Desert Mounted Corps, Damasco

A finales de septiembre, Allenby, Chauvel y la Oficina de Guerra británica compartieron telegramas sobre sus intenciones con respecto a la administración de Siria después de la caída de Damasco. El área incluía fuertes intereses franceses, aunque Gran Bretaña quería que el Príncipe Feisal gobernara Siria desde Damasco y que su fuerza árabe controlara la ciudad. Esto no se extendería a áreas de influencia francesa, aunque Allenby determinó que nombraría oficiales británicos para administrar áreas al este del Jordán hasta que pudiera formarse la administración árabe. En Damasco, sin embargo, planeaban mantener el reconocimiento de la administración árabe, y nombrarían oficiales de enlace franceses, mientras mantenía el mando general como comandante en jefe.

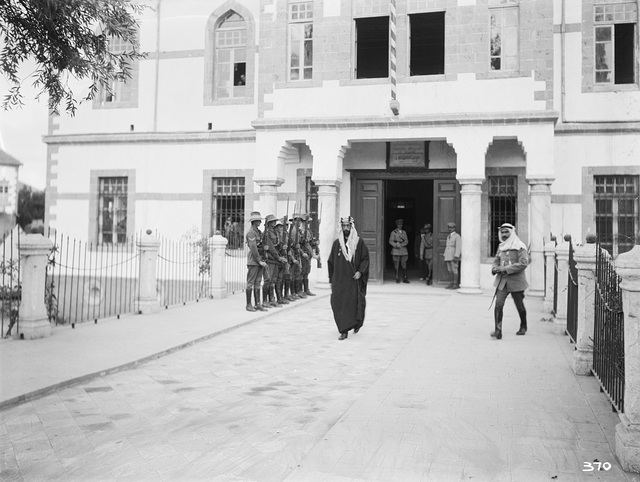
El príncipe Feisal abandona el cuartel general de Chauvel's Desert Mounted Corps en Damasco

Allenby llegó a Damasco al Hotel Victoria, donde se reunió con el Príncipe Feisal el 3 de octubre. Le dijo al Príncipe que «moderara sus objetivos y esperara las decisiones de Londres» y explicó que controlaría Siria pero no el Líbano ya que lo controlarían los franceses. Allenby continuó destacando que estaba al mando supremo y que, mientras las operaciones militares estuvieran en curso ... toda la administración debe estar bajo mi control, mientras le informaba que los Gobiernos francés y británico habían acordado Reconocer el estado beligerante de las fuerzas árabes que luchan en Palestina y Siria, como aliados contra el enemigo común.
El príncipe Feisal afirmó que Lawrence le había asegurado que los árabes administrarían toda Siria, incluido el acceso al mar Mediterráneo a través del Líbano, siempre que sus fuerzas llegaran al norte de Siria al final de la guerra. Afirmó no saber nada sobre el reclamo de Francia al Líbano.  Allenby se fue poco después a Tiberias.

#### Gobierno alemán dimite
El gobierno alemán renunció el 3 de octubre con sus ejércitos en retirada tras una serie de derrotas.

### La ocupación continúa
El 12.º Regimiento Light Horse vivaquea a 1000 yardas (910 m) al noreste de Kafarsousehdesde el 1 de octubre, mientras que el Escuadrón "A" permanecía a 8 millas (13 km) al sur de Damasco, el Escuadrón "C" informó al Coronel Lawrence del servicio de guardia en la ciudad y el Escuadrón "B" custodió el Tren Divisional. El 4 de octubre, el regimiento asumió las funciones de guardia de la 5.ª División de Caballería y movió el vivac al suroeste de El Mezzo. A las 07:00 del 7 de octubre, un avión Taub lanzó tres bombas a unas 400 yardas (370 m) del cuartel general del regimiento sin causar víctimas. A las 08:30 horas, el cuartel general del regimiento y los escuadrones "A" y "B" se trasladaron al campamento de Damasco en la Casa Blanca, 1100 yardas (1,000 m) al oeste de los cuarteles de Caseme, mientras que el escuadrón "C" estuvo cerca del hospital francés en Aleppo Road, no lejos del hospital de inglés. Aquí continuaron varias labores de guardia.
Allenby informó a la Oficina de Guerra:

El total de prisioneros capturados por la EEF ahora supera los 75  000, y se estima que de los 4.º, 7.º y 8.º Ejércitos y L. de C. las tropas que no han escapado más de 17  000 y que solo 4000 de estos son fusiles efectivos. Todavía tenemos en Damasco en el momento actual 25  000 de estos 75  000 prisioneros, y debido a su estado de salud y nuestra falta de ambulancias y camiones, es difícil recuperarlos. Debido a un brote de cólera en Tiberíades, este lugar [donde Allenby tenía su cuartel general], que podría haber formado una buena parada en el viaje, no está disponible. Hay 16  000 enfermos y heridos aún por evacuar del total de prisioneros.
Damasco en sí es tranquilo, y el precio de los alimentos ha caído un 20% respecto de lo que estaba durante la ocupación turca. (Feisal ha informado a mi oficial de enlace con la Administración árabe que no emitirá ninguna proclamación sin consultarme. Está algo preocupado por las intenciones de los franceses, pero le estamos volviendo a asegurar de todas las formas posibles).
Hay algo de indigencia y enfermedad en Ammán, pero mis Autoridades Médicas se están ocupando de esto. De todos modos, la situación en el área de Amman – Es Salt es satisfactoria.

-  Allenby a Wilson el 8 de octubre de 1918

#### Campo de prisioneros de guerra de Kaukab

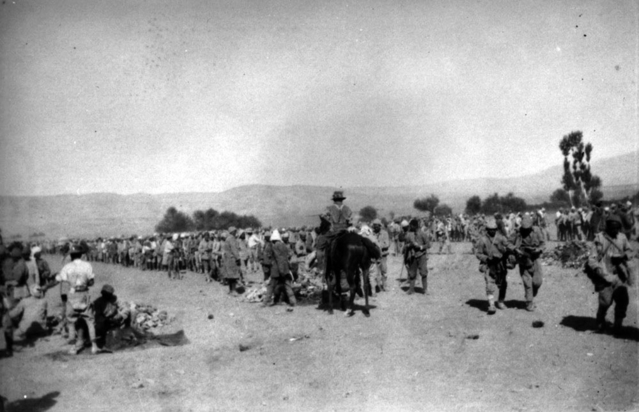
Distribución de raciones a algunos de los 18 000 prisioneros de guerra acampados en Kaukab en octubre de 1918

En Kaukab, a 10 000 prisioneros en un complejo se les unieron 7000 más que se mudaron de un complejo en El Mezze, "en condiciones deplorables". Murieron al principio unos 70 por día, lo que disminuyó a quince por día bajo el mando del Teniente Coronel TJ Todd, del 10.º Regimiento del Caballería Ligera que se hizo cargo el 7 de octubre de dos escuadrones del 4.º Regimiento del Caballería Ligera y un escuadrón del 11.º Regimiento de Caballería Ligera al mando del comandante Bailey. Todd encontró que las raciones eran deficientes y no se hicieron provisiones para cocinar. No hay medicamentos, ni vendas para enfermos y heridos, de los cuales cerca de 3000 requirieron atención médica de urgencia.

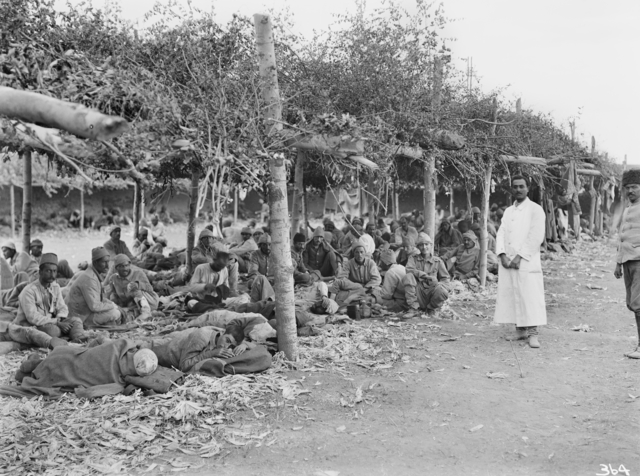
Parte del hospital adjunto al campo de prisioneros de guerra otomanos en Kaukab

Todd trasladó a los hombres más débiles a las casas de la aldea, les proporcionó mantas y médicos sirios para tratar a los enfermos, organizó a los prisioneros en compañías bajo sus propios oficiales y se desarrollaron arreglos sanitarios. Cuatro médicos entre los prisioneros oficiales comenzaron a trabajar en el complejo, pero ninguno hablaba inglés. El primer día fueron enterrados 69 soldados; al día siguiente, 170. El 8 de octubre, se recibieron cinco cocinas móviles otomanas y se cocinó sopa para los enfermos. Se construyeron cuatro canales de agua y cuatro bombas a lo largo del arroyo para los prisioneros de guerra. Los informes diarios enviados urgentemente piden mantas, medicamentos y desinfectantes. El 9 de octubre, 762 oficiales otomanos y otros 598 de diferentes rangos fueron enviados al complejo mientras no hacían evacuaciones al Jordán. El 10 de octubre llegaron dos intérpretes y el teniente coronel Todd nombró un Comandante de Prisioneros de Guerra en el área de Damasco. Al día siguiente, las raciones se habían vuelto bastante satisfactorias, pero se necesitaban urgentemente medicamentos, mantas y desinfectantes. Para el 18 de octubre, el primer grupo de 1000 prisioneros fueron evacuados por carretera organizados en grupos de 100 con sus propios suboficiales, a los que siguieron otros. El 30 de octubre, Jacob's Horse informó que relevaba al décimo Regimiento de Caballería Ligera que marchó a las 15:30 para Homs.

### Problemas de suministro

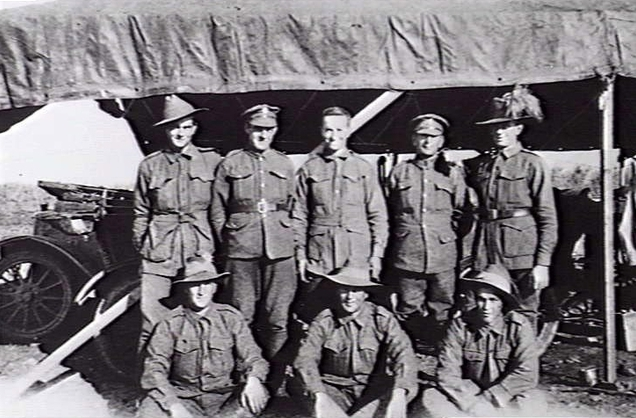
Damasco, noviembre de 1918. Conductores que sirvieron con el comandante Wilfrid Kent Hughes; de izquierda a derecha, fila de atrás; MB McCulloch, Jock Don, R. McLeod, CE Bell, GAG Herbert; primera fila; H. Bellamy, AE Tom, MR McCulloch. Ausente; WA Erickson, AW Pryor, EP Yeatman

Damasco estaba a 150 millas (240 km) de las bases EEF y Alepo estaba a 200 millas (320 km) más allá de Damasco. El problema más difícil causado por estas grandes distancias fue la provisión de alimentos y facilidades médicas, porque un servicio de suministro regular no podía mantenerse en la línea de comunicación.
Los puertos capturados se organizaron rápidamente como bases avanzadas para abastecer tanto al XXI Cuerpo de Bulfin como al Cuerpo Montado del Desierto de Chauvel. Los suministros comenzaron descargarse en Haifa el 27 de septiembre con 1000 toneladas cada día durante la primera semana de octubre, pero faltaba la infraestructura para mover los suministros a 85 millas (137 km) de Haifa a Damasco y 73 millas ( 117 km) desde Afulah hasta Damasco, junto a un depósito de cadáveres establecido en Samakh y transportado en camiones a Damasco.

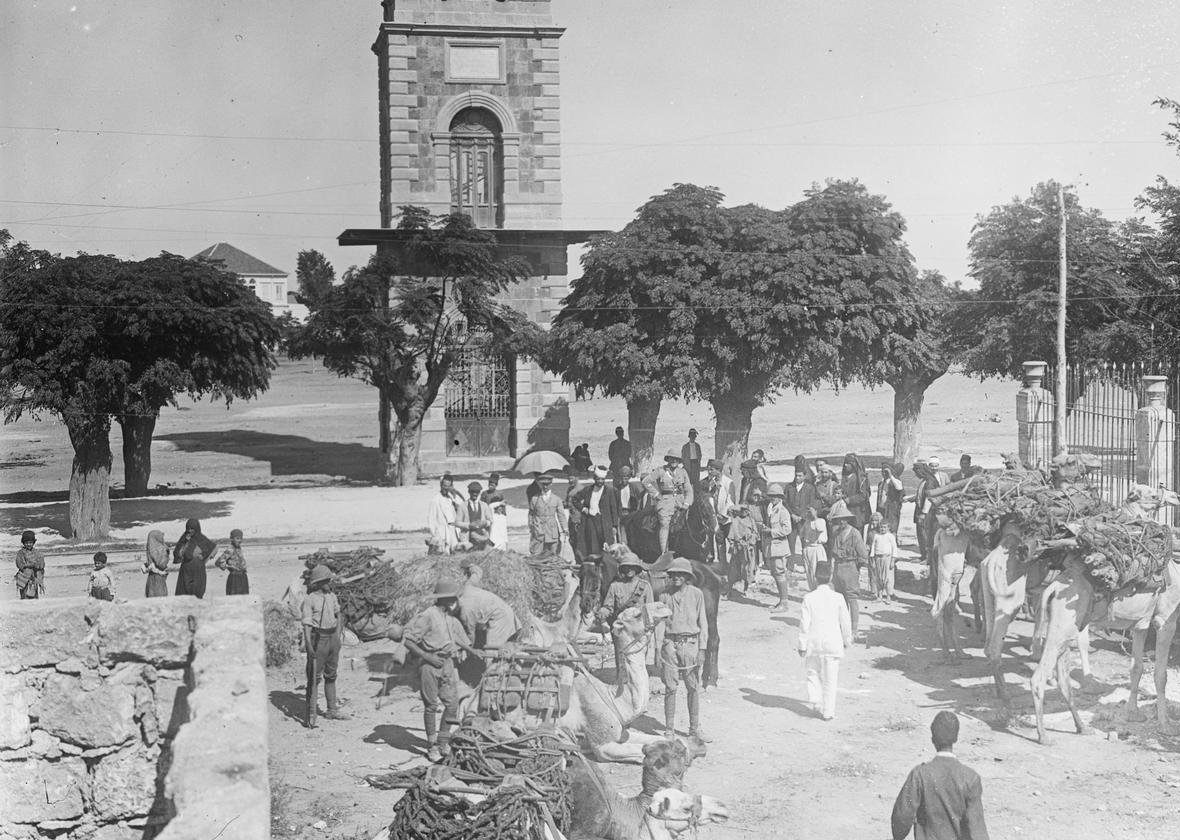
Tropas y camellos británicos en Trípoli, alcanzados por los carros blindados y la caballería del XX cuerpo el 13 de octubre, por la Brigada 19.ª el 18 de octubre, el resto de la 7.ª División el 28 de octubre y la División Montada de Australia el 7 de noviembre de 1918

Al comienzo de la búsqueda, la ruta de suministro se extendía desde Haifa, a Nazaret y luego a Tiberíades y Samakh, pero cuando el Cuerpo Montado del Desierto llegó a Damasco, el cuerpo había superado sus columnas de suministro. Los principales problemas fueron el daño al ferrocarril desde Haifa a Samakh, que no se reparó hasta el 30 de septiembre, y el mal estado de un tramo de 2 millas (3,2 km) de la carretera de Jisr Benat Yakub hacia Quneitra. El tramo de «menos de una milla que conduce desde el cruce del Jordán en Jisr Benat Yakub», terdó de un día a día y medio para salvarlo. Se tardó tres días en un camión de motor recorrer las 90 millas (140 km) de Semakh a Damasco. "Solo había un camino estrecho y sinuoso, que corría hacia el sudoeste y cruzaba un puente estrecho que se derrumbó varias veces y solo era lo suficientemente ancho para un vehículo. La mayoría de las tropas estaban acampadas a lo largo de este camino, en las afueras de la ciudad y, dado que era la única ruta por la que ellos y de los camiones de suministro de motor de la estación de ferrocarril de Semakh que podían llegar a la ciudad, a menudo se bloqueaba ".
El 4 de octubre de 1918, el convoy de raciones se averió, dejando al 12.º Regimiento de Caballería Ligera a base de dos comidas ligeras. A partir del 19 de octubre, se cargaron suministros y raciones de té, leche y azúcar en Beirut y se llevaron camiones a Damasco y Baalbek para las dos divisiones de caballería.
El 22 de octubre Allenby informó:

Estoy trabajando en los puentes rotos en el valle de Yarmuk; y, mientras tanto, uniendo la brecha entre camellos y camiones de motor. En cuanto a las carreteras, propongo concentrarme en la carretera de la costa desde Haifa hacia el norte, luego la carretera Trípoli-Homs, y luego la carretera Beirut-Baalbek. Espero mantenerlos transitables durante las lluvias; luego, con mi ferrocarril de ancho estándar a Haifa, y usando el ferrocarril turco Haifa-Damasco-Rayak, puedo continuar. El ferrocarril, N. de Rayak, es de ancho estándar; y las traviesas son de acero, por lo que no puedo comprimir la línea en el ancho métrico; por lo tanto, me temo que no es útil para mí, todavía.

-  Allenby a Wilson el 22 de octubre de 1918

### Requisas
Desde el 25 de septiembre en adelante, los 20 000 hombres y caballos de Desert Mounted Corps dependían en gran medida de los suministros locales hasta que los franceses tomaron el área en 1919. Entre el 25 de septiembre y el 14 de octubre, los Cuerpos Montados del Desierto dependieron para el forraje de lo que podían requisar. Afortunadamente, excepto en una o dos ocasiones, el agua era abundante.
Los suministros de alimentos para las tropas y los 20 000 prisioneros dependían de la requisa; «Un negocio que exige paciencia y una mezcla de firmeza y tacto». Este negocio se llevó a cabo «sin grandes dificultades y sin privar de ningún modo a los habitantes de alimentos esenciales». El pan y la carne para los hombres también se suministraron en gran medida de fuentes locales. Se requisaron granos ocultos en Damasco y ovejas y ganado de la región local.

### Situación médica
Al principio, ninguna unidad médica podía ingresar a Damasco, una ciudad de unos 250 000 habitantes, debido a la agitación y la situación política incierta. Comenzaron a llegar al día siguiente. Muchos de los 1000 enfermos y heridos otomanos fueron encontrados en seis grupos de hospitales. Un grupo de hospitales en Babtuma albergaba a 600 pacientes, otro grupo albergaba a 400 pacientes, 650 soldados otomanos gravemente heridos fueron encontrados en el hospital de Merkas, y unos 900 en el cuartel de Beramhe. En un edificio cerca de la estación de tren de Kadem se encontraron 1137 casos. Por orden de Chauvel, se les hizon losprimeros servicios médicos.
Aunque se encontraron algunos casos de cólera en Tiberias y se erradicaron rápidamente, no hubo ninguno en Damasco, pero sí se encontraron tifus, fiebre entérica, recurrente, oftalmía, pelagra, sífilis, malaria e influenza en los presos. Las ambulancias de campo de Desert Mounted Corps trataron más de 2000 casos con 8250 pacientes ingresados en hospitales en Damasco. Las evacuaciones se hicieron principalmente en los convoyes a motor de los puertos más cercanos y luego a los buques del hospital. Al principio, todos los enfermos británicos y otomanos que estaban gravemente enfermos fueron retenidos en Damasco debido a la ardua evacuación de 140 millas (230 km) a Haifa.
El viaje a Haifa comenzó en camiones motorizados de Damasco a Samakh, pero fue tan fatigoso que tuvo que ser realizado en dos etapas. La primera etapa de 42 millas (68 km) fue a Quneitra, donde la sección móvil de la 4.ª Ambulancia de Light Horse Field los mantuvo durante la noche. La segunda etapa fue a la estación de recolección de la 4.ª División de Caballería de Rosh Pina, luego a Semakh, donde estaba la estación de recepción de la 4.ª División de Caballería que puso a los enfermos en los trenes a Haifa, a unos 80 km de distancia. Después de su viaje de 140 millas (230 km) fueron atendidos por una ambulancia de campaña británica hasta que un barco hospital los llevó a Egipto. También se usaron ambulancias a motor, pero se rompieron, y se agotaron los suministros de gasolina.
El suministro de camiones motorizados era insuficiente para la evacuación de enfermos y heridos, así como para la evacuación de los reclusos. Había más de 10 000 prisioneros en el área de Damasco que ejercieron una gran presión en el suministro de alimentos. Downes escribe que se dispuso que los camiones de municiones de retorno, disponibles solo a intervalos muy irregulares, deberían usarse para los enfermos y heridos, y los camiones de suministro para los prisioneros de guerra.
A lo largo del camino de búsqueda por parte de la División Montada de Australia, la 5.ª División de Caballería y la 4.ª División de Caballería, los heridos y un número creciente de enfermos fueron retenidos en estaciones de concentración. Esperaron la evacuación devolviendo los camiones de suministro de motores. En un monasterio sobre la costa del Mar de Galilea, al norte de Tiberíades, los monjes cuidaban a los australianos enfermos que pensaban que estaban en casa; la orilla durante media milla más allá de un pequeño embarcadero fue plantada con eucalipto. Comían plátanos recién cosechados de un bosque cercano, naranjas y pescado fresco.
Las 4.ª y 5.ª Divisiones de Caballería en el área de Rayak-Moallaka recibieron la orden de detener las evacuaciones a Damasco hasta que se restableciera el camino de Beirut. Un «Hospital de Compensación Combinada» fue desembarcado en Beirut después de la ocupación de la ciudad el 11 de octubre y gradualmente se convirtió en la principal ruta de evacuación a través de Moallaka desde Damasco, una distancia de 71 millas (114 km) cuando la ruta de Samakh finalizó. Según Downes, la ruta entre Damasco y Beirut se consideró de buena calidad. Corriendo hacia el oeste sobre el nivel del Alti-Líbano, luego cruzó "una llanura entre los dos niveles y asciende al nivel del Líbano. El camino hacia el lado este del rango, después de que se reparó un puente volado, fue bueno. Sin embargo, fue muy empinado y sinuoso durante varios kilómetros el descenso a la costa,  incluyó numerosos giros bruscos, fuero incluso más peligroso, y en algunos casos fue demasiado para los frenos de las ambulancias motorizada ".

### La gripe española y la malaria

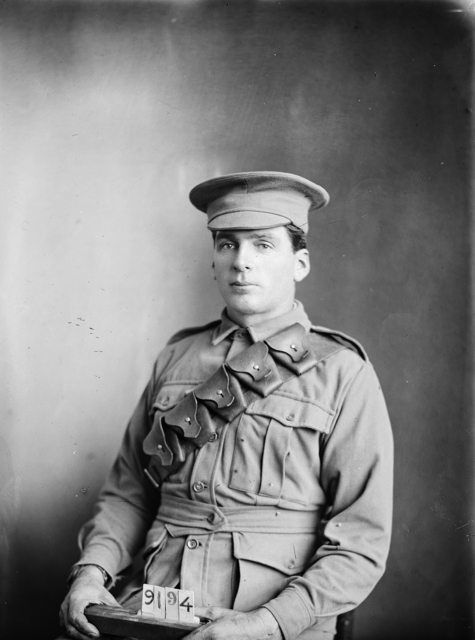
Retrato de estudio del conductor Joseph Albert Murphy 1030 del 4.º Light Horse Regiment embarcó en Sídney el 25 de junio de 1915 murió de malaria en Damasco el 17 de octubre de 1918

Durante la persecución, los Cuerpos Montados en el Desierto viajaron al borde de la malaria por el Mar de Galilea y lucharon en las orillas del Jordán entre Jisr Benat Yakub y el Lago Huleh. A los pocos días de las operaciones en el área de Damasco, el paludismo y la influenza neumónica , después de arrasar el Cercano Oriente, se propagó rápidamente infectando los regimientos. La epidemia se extendió rápidamente, asumiendo proporciones sorprendentes en Damasco, en las líneas de comunicación al sur de la ciudad y también al norte. Prácticamente todos los enfermos en las primeras etapas fueron casos graves. Los suministros médicos se agotaron rápidamente, mientras que los suministros de alimentos adecuados para una dieta ligera fueron inadecuados y las mantas y los colchones se quedaron cortos ya que no había instalaciones para desinfectarlos, por lo que en muchos casos tuvieron que ser destruidos.
El Cuerpo Médico de Australia, al mando del Coronel Rupert Downes, se hizo responsable del cuidado de los enfermos en Damasco. El comandante W. Evans, el DADMS de la División Montada de Australia, fue nombrado Oficial Médico Principal de Damasco y se hizo responsable de reorganizar el sistema hospitalario.
Los casos de malaria maligna contraída en el valle del Jordán al sur de Jisr ed Damieh antes de la ofensiva aumentaron en los casos contados en el valle del Jordán al norte de Jisr ed Damieh y alrededor de Beisan. En la semana que finalizó el 5 de octubre, más de 1246 soldados del Desert Mounted Corps habían reportado enfermos al hospital y otros 3109 casos fueron reportados la semana siguiente. Muchos de los que habían contraído malaria en el valle del Jordán se encontraban en un clima diferente, cansados y agotados por dos semanas de operaciones casi constantes y sufrieron una recaída o contrajeron la gripe española, la epidemia mundial de gripe.
Downes describe la situación de la siguiente manera:

... durante la primera semana en Damasco ocurrió un brote muy fuerte de enfermedad febril grave. La naturaleza exacta de esto no estaba clara en el momento, y de hecho, en cierta medida ha sido un tema de debate. Damasco se encontraba entonces en las garras de la influenza neumónica, y se sospechó, en algunos casos no sin causa, de disentería, tifus, cólera, flebotomus y otras fiebres. En las circunstancias que existieron, se puede creer que una observación clínica cercana no fue fácil. La mayor parte de la pirexia se llamaba gripe, disentería o incluso cólera. Se sospechó de un brote de fiebre cerebroespinal. La llegada de la Estación de Diagnóstico de la Malaria el 12 de octubre, en cierta medida, aclaró la situación. Todos los casos supuestos de cólera y cerebro, y una gran proporción de los de disentería, se encontraron con malaria. De los casos diagnosticados de influenza y cuya sangre se examinó, se encontró que una gran proporción albergaba el parásito de la malaria y se presume que son casos de esta misma enfermedad. Por lo tanto, está claro que, simultáneamente con un brote de influenza neumónica, en este momento se produjo un gran aumento en la incidencia de malaria maligna tanto en el Cuerpo Montado en el Desierto como en el de Chaytor.

-  RM Downes Australian Medical Corps.

Debido a una interrupción en las evacuaciones el 10 de octubre, la única estación de recepción divisional en Damasco, la estación de recepción de la 5.ª División de Caballería, tuvo entre el 11 de octubre entre 800 y 900 pacientes gravemente enfermos, la mayoría de ellos con bronco-neumonía y malaria maligna. Hubo muchas muertes y algunos casos de diarrea por malaria se diagnosticaron como cólera. La estación de diagnóstico de malaria llegó al día siguiente. El personal estaba agotado y severamente reducido; Los suministros médicos y las mantas se agotaron. Cien jinetes ligeros australianos fueron reasignados a tareas médicas ordenadas, un gran convoy de enfermos fue evacuado por camiones motorizados al día siguiente y la llegada de suministros de leche alivió la situación. La estación receptora de la División Montada de Australia también llegó y relevó a la estación receptora de la 5.ª División de Caballería que había admitido 1560 enfermos británicos y australianos de un total de 3150 ingresados en todas las unidades médicas esa semana. En el hospital de Babtuma, los enfermos otomanos aumentaron de 900 a 2000. Los prisioneros de guerra enfermos fueron retenidos en Damasco debido a la falta de alojamiento en Egipto.

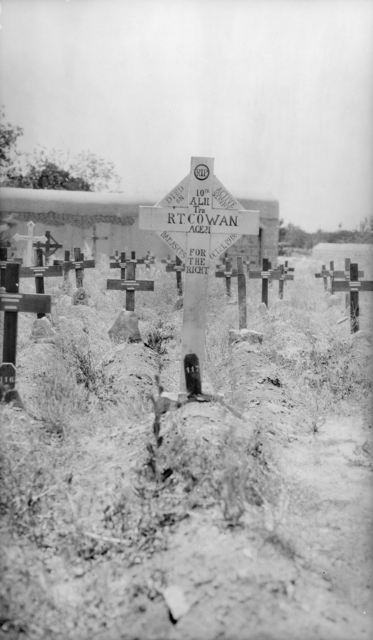
El cementerio original en Damasco incluye la tumba del Décimo Regimiento de Caballería Ligera del Trooper Raymond Talbot Cowan que murió de malaria el 24 de octubre de 1918

El personal del servicio médico se enfermó a un ritmo mayor que los casos de las unidades de combate y no llegaron refuerzos. La pérdida de oficiales administrativos fue paralizante. La cuarta estación de recepción de la División de Caballería no pudo moverse durante ocho días debido a una enfermedad; Solo dos ambulancias motorizadas tenían conductores. Muchos médicos enfermaron durante este período, incluidos los miembros del personal del cuerpo. Esto incluyó el DDMS, Coronel Rupert Downes. De los 99 oficiales médicos en las tres divisiones montadas del Cuerpo Montado en el Desierto, 23 estaban enfermos y la DDMS del cuerpo estaba enferma desde el 6 de octubre; DMS, EEF no tenía oficiales disponibles para reemplazarlo. Él, junto con ADMS y DADMS Australian Mounted Division, hizo lo que pudo desde sus camas; la 5.ª División de Caballería de ADMS se mantuvo bien pero estaba con su división avanzando hacia Alepo.
Para el 14 de octubre, la posición en Damasco se estaba volviendo normal y el 16 de octubre se consideraba que la cadena de evacuación estaba funcionando satisfactoriamente. El DMS, EEF en Ramleh, después de una visita de su ADMS el 11 de octubre a Damasco, ordenó a 100 miembros del RAMC que habían ido a Francia como soldados de infantería regresar a Damasco el 18 de octubre. Esto fue al día siguiente por 18 autos del convoy de ambulancias motorizadas y la Estación de compensación de accidentes número 25 se hizo cargo de los casos de las estaciones de recepción de la División Montada de Australia. El Desert Mounted Corps entregó la administración de los enfermos en Damasco a las líneas del cuartel general de comunicaciones a principios de noviembre, después de que la lucha con el Imperio Otomano hubiera terminado.
Tres semanas después de la ocupación de Damasco, Allenby informó a la War Office donde describía sus planes de evacuación. Informó que inicialmente había planeado evacuar a miles de soldados a Malta, pero las evacuaciones de Salonika habían reducido la capacidad de reserva de Malta. También destacó que la salud de los prisioneros otomanos estaba mejorando y que, en espera de ser transportados, serían evacuados a Egipto.
Del total de 330 000 miembros de la Fuerza Imperial Australiana (AIF) que abandonaron Australia durante los cuatro años de guerra, 58 961 murieron, 166 811 habían resultado heridos y 87 865 estaban enfermos. Hubo más casos de malaria después del avance a Damasco que el que sufrieron las fuerzas australianas.

#### 12.º Light Horse Regiment
Se informó que los hombres del 12.º Regimiento del Caballería Ligera en el Diario de Guerra del 8 de octubre están lejos de estar bien y requieren un buen descanso, de lo contrario las filas se reducirán considerablemente. Para el 12 de octubre, el número de enfermos estaba aumentando y dos días después, el regimiento informó que las tropas estaban ... aún pasando un mal momento con fiebre. 50 presos diarios ... [estaban] ... empleados para cuidar caballos y limpiar las líneas para que un número suficiente de hombres ... [puedan] ... estar disponibles para cubrir los puestos [de guardia] habituales. Para el 17 de octubre, el regimiento estaba mandado por solamente un oficial y otros 144 de otros rangos. Ocho refuerzos llegaron al día siguiente y, para el 19 de octubre, lo peor había pasado, después de lo cual se informó que la situación comenzó a mejorar con el paso de los día.

### Estado de los caballos
Los caballos que habían estado en el campo, incluso en condiciones de poca luz, sobrevivieron las largas marchas que transportaban alrededor de 20 piedras (130 kg) y luego se recuperaban rápidamente, mientras que a los que habían llegado recientemente no les fue tan bien.
Durante la batalla de Megiddo y la captura de Damasco, del 15 de septiembre al 5 de octubre de 1021 caballos murieron en acción o fueron destrozados. De un total de 25 618 caballos involucrados en las campañas, 3245 fueron admitidos en hospitales veterinarios y secciones veterinarias móviles. Sufrían principalmente agallas, debilidad, fiebre y cólicos o diarrea. Después de que fueron tratados, 904 fueron devueltos al servicio.

### Impacto de la enfermedad en la eficacia de la EEF
Las pérdidas para los dos cuerpos de infantería fueron altas, pero estas divisiones, que se ubican principalmente en áreas libres de malaria cercanas a los ferrocarriles y hospitales, no fueron requeridas para las operaciones militares, excepto para la 7.ª División (Meerut) que avanzó para ocupar Beirut y Tiberias. Las pérdidas para Desert Mounted Corps fueron alarmantes porque cualquier avance adicional dependería en gran medida de su capacidad para luchar.
|                  | División Montada Anzac |                  | División Montada Australiana |                  |
| 1918             | Adm to F.Ambs          | Evac from F.Ambs | Adm to F.Ambs                | Evac from F.Ambs |
| ---------------- | ---------------------- | ---------------- | ---------------------------- | ---------------- |
| 15–30 septiembre | 5.49                   | 4.97             | 3.27                         | 3.04             |
| octubre          | 7.79                   | 6.30             | 6.16                         | 4.86             |
| noviembre        | 2.79                   | 2.47             | 4.20                         | 3.35             |
| diciembre        | 1.68                   | 1.52             | 1.53                         | 1.20             |

## Consecuencias

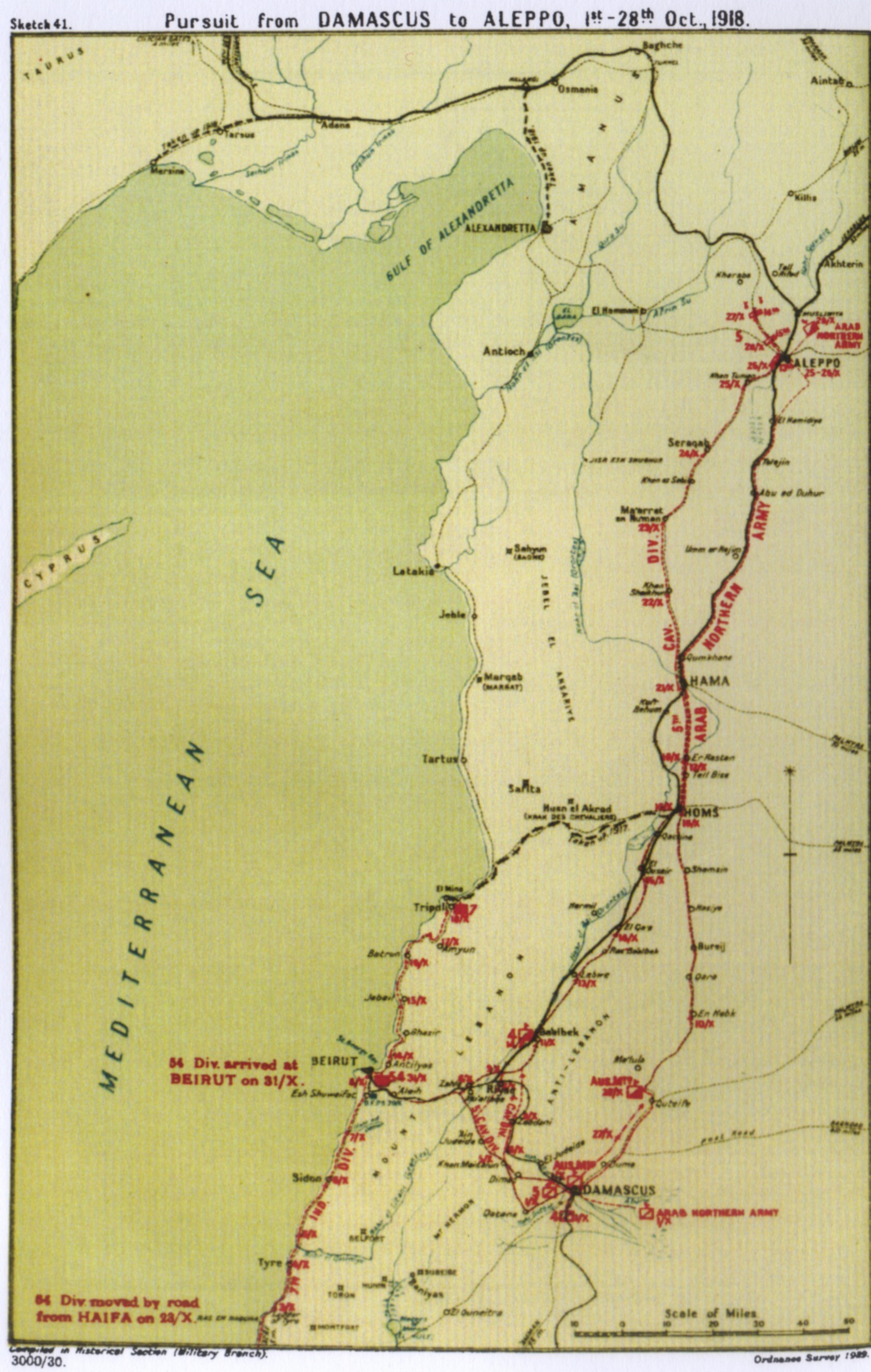
Falls Sketch Map 41 Búsqueda de Damasco a Aleppo del 1 al 28 de octubre. La División Montada Australiana que avanzó a Homs del 29 de octubre al 1 de noviembre no se muestra en dicho mapa

La captura de Damasco fue una victoria tan influyente que hizo que las futuras batallas importantes en similares teatros de operaciones fueran poco probables, a pesar de la naturaleza continua del conflicto. Según Cyril Falls, solo la distancia podría separar la EEF por mucho tiempo de "las masas montañosas de Tauro y Amano". Falls afirma que en esta etapa de la guerra, los aliados creían que los recursos del Imperio Otomano estaban "casi agotados", y aunque la dislocación económica como resultado de la guerra provocó hambrunas en todo el Líbano y Siria en 1918, la situación seguía siendo incierta. Además, la capacidad del Imperio Otomano para reemplazar a los ejércitos perdidos también era desconocida.
El avance a lo largo de la costa mediterránea por parte de la 7.ª División (Meerut) ocupó Beirut el 7 de octubre y Trípoli el 13 de octubre cuando se capturaron dos puertos importantes desde los cuales se podía proporcionar apoyo para la navegación interior hacia el norte. Esta búsqueda en el interior por la 5.ª División de Caballería llegó a Baalbek el 10 de octubre, tres días después a Homs, donde recibieron órdenes de avanzar hacia Alepo a 120 millas (190 km) de distancia, el 20 de octubre. Salieron sin la 4.ª División de Caballería pero con el apoyo del ejército de Sherifian y de las Baterías de Motor Blindado Ligero 2.ª, 11.ª y 12.ª  y la 1.ª (Australiana), 2.ª y 7.ª Patrullas de Automóviles Ligeros.
Alepo fue capturado por el ejército sherifiano del príncipe Feisal con el apoyo de los vehículos blindados y de la 15.ª Brigada de Caballería (Servicio Imperial) el 25 de octubre. Al día siguiente, la 15.ª Brigada de Caballería del Servicio Imperial atacó las retaguardias fuertes en Haritan, a 8 millas (13 km) al noroeste de Alepo y el 27 de octubre se ordenó a la División Montada de Australia que se moviera hacia el norte en apoyo de La 5.ª División de Caballería.